# USS Yorktown (CV-5)
USS Yorktown (CV-5) – amerykański lotniskowiec z początkowego okresu II wojny światowej, okręt prototypowy jednostek typu Yorktown. „Yorktown” dał początek nowemu typowi amerykańskich lotniskowców, który stanowił trzon amerykańskiego lotnictwa pokładowego w krytycznym pierwszym roku wojny na Pacyfiku.
Okręt został zwodowany 4 kwietnia 1936 roku, a przyjęty do służby w United States Navy 30 września 1937 roku w Naval Station Norfolk w Wirginii. Po wybuchu wojny na Pacyfiku został przerzucony na Hawaje, skąd w lutym 1942 roku przeprowadził rajd na wyspy Gilberta. Wziął następnie udział w bitwie na Morzu Koralowym, gdzie jego samoloty zatopiły japońskie lotniskowiec „Shōhō” oraz uszkodziły „Shōkaku”, lecz sam został również zbombardowany i ciężko uszkodzony. Prowizorycznie naprawiony w Pearl Harbor, wziął udział w bitwie pod Midway, w której bombowce nurkujące jego eskadry VB-3 zniszczyły japoński lotniskowiec „Sōryū”. W wyniku kontrataku, „Yorktown” został ponownie poważnie uszkodzony przez japońskie bombowce i samoloty torpedowe z lotniskowca „Hiryū”, po czym trzy dni później został dobity torpedami i ostatecznie zatopiony przez japoński okręt podwodny I-168.
„Yorktown” był pierwszym okrętem swojego typu, jako taki ustanowił podstawowy standard konstrukcyjny dla wszystkich wojennych typów amerykańskich lotniskowców. Jego wyporność standardowa wynosiła 19 900 ton, a przenosił 80 samolotów pokładowych.

## Budowa
W 1931 roku, gdy w służbie były już dwa duże lotniskowce typu Lexington, zaś kolejny – USS „Ranger” (CV-4) – w budowie, United States Navy oficjalnie wykorzystała 83 000 ton standardowych z przysługującego jej limitu 135 000 ton całkowitej wyporności lotniskowców, autoryzowanego w 1922 roku przez traktat waszyngtoński. Toteż korzystając z określonego ustawą National Industrial Recovery Act (NIRA) programu wspierania odbudowy gospodarki ze skutków wielkiego kryzysu z przełomu lat 20. i 30., marynarka złożyła wniosek o autoryzację budowy dwóch lotniskowców nowego typu, zaś w 1933 roku 73. Kongres autoryzował budowę okrętu. Obok USS „Enterprise” (CV-6), „Yorktown” znalazł się więc wówczas na liście 34 tysięcy projektów rządowych, razem między innymi z San Francisco Bay Bridge i Washington National Airport.

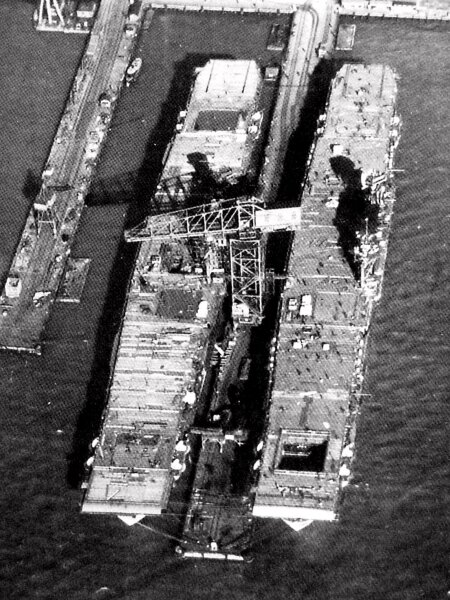
„Yorktown” podczas wyposażania w Newport News. Po lewej stronie widoczny bliźniaczy USS „Enterprise” (CV-6)

Będąca częścią procesu konstrukcyjnego faza koncepcyjna zapoczątkowana została 22 maja 1931 roku. W sierpniu 1933 roku podpisano kontrakt na budowę jednostki, po czym 21 maja 1934 roku w stoczni Newport News Shipbuilding w Newport News, położono stępkę pod okręt z numerem kadłuba marynarki CV-5. 4 kwietnia 1936 roku okręt został zwodowany, zaś jego matką chrzestną została żona prezydenta Eleanor Roosevelt. Nazwa okrętu nawiązywała do bitwy przypieczętowującej amerykańskie zwycięstwo w wojnie o niepodległość. USS „Yorktown” (CV-5) został przyjęty do służby w marynarce amerykańskiej 30 września 1937 roku, dając początek  nazwanemu tak samo nowemu typowi okrętów.

## Opis

### Konstrukcja
Pokład startowy jednostki miał długość 809 stóp i 6 cali (246,5 metra), zaś długość na linii wodnej wynosiła 770 stóp (234,6 metra). Zanurzenie okrętu wynosiło 26 stóp (7,9 metra). Decyzja marynarki o budowie okrętu o wyporności 20 000 ton umożliwiła ujęcie w jego konstrukcji opancerzenia elementów żywotnych z punktu widzenia przeżywalności na polu walki. Celem ochrony przed ogniem artyleryjskim krążowników i niszczycieli, kadłub chroniony był pasem pancernym o grubości od 4 do 2,5 cala (102–64 mm), podobnie jak nadbudówka okrętu, która miała czterocalowy pancerz po bokach oraz dwucalowy na szczycie. Podobnie opancerzony był przedział maszyny sterowej, z pancerzem o takiej samej grubości. Wewnątrz kadłub podzielony był pancernymi grodziami o grubości 4 cali. „Yorktown” miał wyporność standardową 19 900 ts (długich ton), zaś jego wyporność pełna wynosiła 25 500 ton. W jego konstrukcji wykorzystano najlepsze rozwiązania konstrukcyjne jednostek typu Lexington oraz zastosowane w projekcie USS „Ranger” (CV-4), w tym półotwarty pokład hangarowy z dużymi zasuwanymi roletami, umożliwiający rozgrzewanie silników samolotów już w hangarze, przed ich podniesieniem na pokład startowy.
W skład siłowni okrętu wchodziło dziewięć kotłów Babcock & Wilcox i cztery turbiny parowe systemu Parsonsa z przekładniami, napędzające przez wały cztery śruby. Układ ten zapewniał moc 120 000 shp (89 520 kW), co pozwalało na rozwinięcie prędkości 32,5 węzła według specyfikacji projektowej (podczas prób okręt przekroczył założenia projektowe, osiągając prędkość 33,65 węzła). Jednostka mogła pomieścić 4360 ton paliwa okrętowego, co zapewniało jej zasięg 12 000 mil morskich przy prędkości 15 węzłów.
Pokład startowy obsługiwany był przez trzy umieszczone w osi okrętu windy – jedna w części dziobowej jednostki, druga tuż za wyspą nadbudówki, trzecia zaś w części rufowej. Na dziobie okrętu umieszczono także dwie przyśpieszające start samolotów hydrauliczne katapulty, trzecia zaś umieszczona została na pokładzie hangarowym.

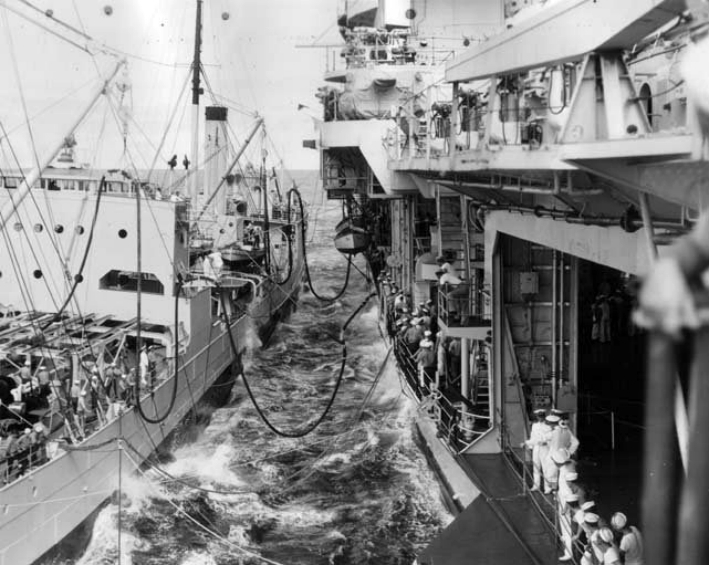
Tankowanie w morzu lotniskowca USS „Yorktown” ze zbiornikowca floty USS „Brazos” (AO-4) w czerwcu 1940 roku. Na zdjęciu doskonale widoczny otwarty pokład hangarowy okrętu, z wrotami hangaru zasuwanymi w razie potrzeby przez metalowe rolety. Półotwarty pokład hangarowy, którego pozbawione były lotniskowce brytyjskie i japońskie, miał ogromne znaczenie praktyczne podczas toczonych bitew powietrzno-morskich. Dzięki niemu, wymagające kilkunastominutowego rozgrzewania przed startem silniki spalinowe samolotów, mogły być rozgrzewane już na pokładzie hangarowym, bez konieczności ich rozgrzewania na pokładzie startowym, i zamykania na ten czas operacji lotniczych okrętu

W chwili wybuchu wojny stany etatowe przewidywały zaokrętowanie na okręcie 2211 osób, w tym 86 oficerów i 1280 innych wojskowych wchodzących w skład załogi okrętu oraz 141 oficerów (głównie pilotów) i 710 osób pełniących inne funkcje w grupie lotniczej jednostki. W skład załogi wchodzili przy tym nie tylko żołnierze marynarki wojennej, lecz także korpusu piechoty morskiej Stanów Zjednoczonych, odpowiadający za obronę przeciwlotniczą okrętu oraz inne zadania ogólnowojskowe.

### Uzbrojenie okrętu
Oryginalnie USS „Yorktown”, jako jeden z pierwszych okrętów wyposażony został w osiem pojedynczych dział uniwersalnych kalibru 127 mm L/38 Mark 12 z analogowym system kierowania ogniem Mark 33 umieszczonym na szczycie nadbudówki. Uzbrojenie artyleryjskie okrętu uzupełniały wówczas cztery poczwórne działka przeciwlotnicze 1,1 cala (28 mm) L/75 oraz 24 wielkokalibrowe karabiny maszynowe Browning M2 .50" (12,7 mm). Dwa zestawy poczwórnych działek 1,1 cala umieszczone były wówczas schodkowo w przedniej części wyspy nadbudówki, trzeci na pokładzie startowym tuż za masywnym dźwigiem łodzi i samolotów, zaś czwarty z nich dalej ku rufie na prawej burcie – na galerii nieco poniżej pokładu startowego. Cztery z karabinów maszynowych, umieszczone zostały na szczycie znajdującej się na trójnożnym maszcie okrętu dużej platformy przeciwlotniczej.
W sierpniu 1941 roku marynarka podjęła decyzję o generalnym zastąpieniu poczwórnych działek 1,1 cala na dużych okrętach przez podwójne 40-milimetrowe działa Boforsa, oraz półcalowych karabinów maszynowych przez 20-milimetrowe działka Oerlikona. Aż do następnego roku jednak żadne z nich nie były jeszcze dostępne, toteż dopiero w lutym 1942 roku „Yorktown” otrzymał 24 działek 20 mm Oerlikona, o osiem mniej niż bliźniaczy USS „Enterprise”, wciąż jednak zachowywał zestaw 18 karabinów .50". W przeciwieństwie do swoich okrętów siostrzanych, CV-5 nie doczekał dalszych modyfikacji i wzmocnienia uzbrojenia przeciwlotniczego.

## Grupa lotnicza
„Yorktown” został zaprojektowany do przenoszenia grupy lotniczej składającej się z 80 samolotów, miał jednak przestrzeń umożliwiającą mu przenoszenie także podwieszonych pod sufitem pokładu hangarowego samolotów zapasowych, co umożliwiało mu przenoszenie łącznie do 120 maszyn. Podobnie jak na innych okrętach tego typu, grupa lotnicza jednostki składała się z czterech eskadr: jednej eskadry myśliwskiej Fighting Squadron Five (VF-5), eskadry torpedowej Torpedo Squadron Five (VT-5) oraz dwóch eskadr bombowców nurkujących Bombing Squadron Five (VB-5) i Scouting Squadron Five (VS-5), po 15 do 18 maszyn odpowiedniego rodzaju każda. Pierwotnie były to dwupłatowe myśliwskie Grumman F3F-2 oraz bombowe Curtiss SBC-3 Helldiver, a także torpedowe dolnopłaty Douglas TBD Devastator. Do wybuchu wojny jednak Helldivery zostały zastąpione najpierw przez Northrop BT-1, a następnie jeszcze nowocześniejsze Douglas SBD Dauntless, zaś myśliwskie Grumman F4F-3 Wildcat zastąpiły dwupłatowe F3F-2. Korpus pilotów bez wyjątku składał się z absolwentów akademii marynarki w Annapolis, pozostali zaś członkowie załóg (w przypadku samolotów dwuosobowych) pochodzili spośród chętnych członków załogi okrętu.

## Służba okrętu

### Przed wojną
Rano 30 września 1937 roku okręt przepłynął ze stoczni Newport News do nabrzeża nr 7 w bazie morskiej Norfolk, gdzie kilka godzin później odbyła się ceremonia przyjęcia jednostki do służby, zaś jej pierwsze dowództwo objął Capt. Ernest McWhorter. Pierwszy start z pokładu oraz lądowanie USS „Yorktown” (CV-5) miały miejsce 18 listopada tego roku, gdy z pokładu startowego wzniósł się Vought O3U-2. Tego samego dnia powrócił do Norfolk, gdzie otrzymał baterię swoich czterech poczwórnych dział 1,1 cala, zaś 10 grudnia na pokład „Yorktowna” dostarczone zostały samoloty jego eskadr zwiadowczych i myśliwskich; VS-5 i VF-5.

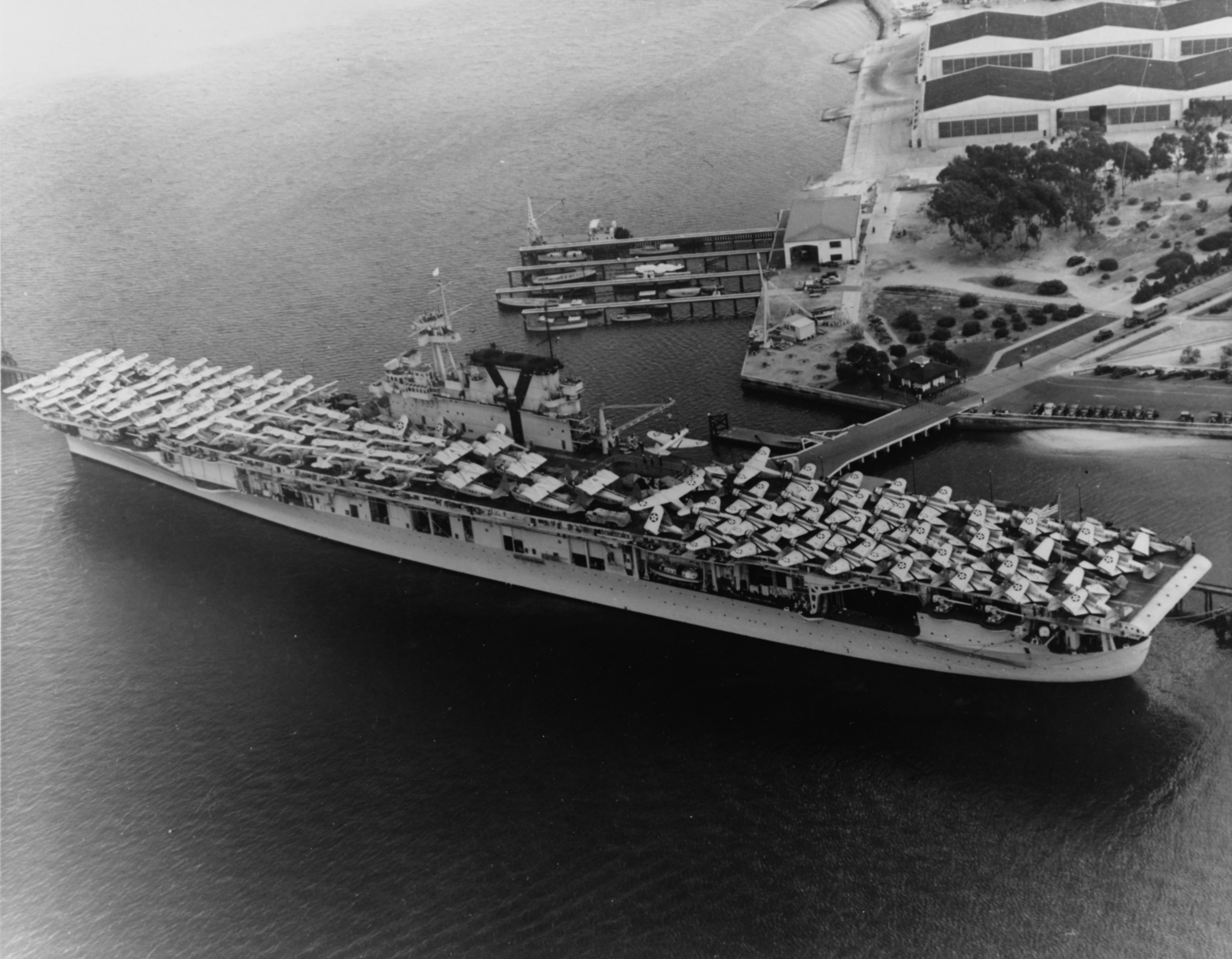
W czerwcu 1940 roku „Yorktown” przyjął w San Diego na pokład samoloty, celem dostarczenia ich na Hawaje

8 stycznia 1938 roku „Yorktown” wypłynął w swój oficjalny rejs dziewiczy do Portoryko, na Wyspy Dziewicze, Kubę i do strefy Kanału Panamskiego, po czym w marcu tego roku powrócił do Norfolk Navy Yard. Do lutego 1939 roku uczestniczył następnie w ćwiczeniach i grach wojennych na Atlantyku, podczas których testowano sposoby wykorzystania lotnictwa pokładowego w różnego rodzaju operacjach. Pod koniec kwietnia w towarzystwie USS „Enterprise” (CV-6) i „Lexington” (CV-2) udał się przez Kanał Panamski na Pacyfik, gdzie podjął ćwiczenia z Flotą Pacyfiku. Do tego czasu wziął udział w ćwiczeniach Fleet Problem XX oraz Fleet Problem XXI; z uwagi jednak na konieczność usunięcia wykrytych podczas rejsu dziewiczego usterek, nie wziął udziału we Fleet Problem XIX. Po wybuchu II wojny światowej w Europie, w kwietniu 1941 roku powrócił na Atlantyk, w związku bowiem z sukcesami niemieckich U-Bootów, dowództwo floty postanowiło przerzucić na Wschodnie Wybrzeże znaczne siły. Od tego momentu, do przystąpienia Stanów Zjednoczonych do wojny, „Yorktown” przeprowadził cztery patrole na Atlantyku, od Nowej Fundlandii po Bermudy, przepływając wówczas łącznie 17 642 mile. 2 grudnia 1941 roku powrócił do Norfolk, aby, po japońskim ataku na Pearl Harbor, 16 grudnia wypłynąć w drogę na Pacyfik.

### Początek wojny na Pacyfiku
Tuż przed dotarciem do San Diego „Yorktown” został okrętem flagowym Task Force 17, dowodzonego przez kawalera Medalu Honoru z 1914 roku kontradmirała Franka Fletchera. W styczniu, na czele TF17, „Yorktown” wyruszył z San Diego osłaniając powolny konwój czterech transportowców dostarczających 2. Dywizję Marines na Samoa, od południa osłaniał go z dala zespół Task Force 8 admirała Williama Halseya, na pokładzie flagowego USS „Enterprise”. Po dotarciu konwoju do celu oba zespoły lotniskowców miały połączyć się i po przekroczeniu Międzynarodowej Linii Zmiany Daty, „Enterprise” wykonać miał uderzenie na Kwajalein i Wotje na Wyspach Marshalla, „Yorktown” zaś na Jaluit, Mili i Makin w archipelagu Wysp Gilberta.
Podczas tego wspólnego z „Enterprise” rajdu na wyspy Marshalla i Gilberta, „Yorktown”  przeprowadził serię skoordynowanych uderzeń na wszystkie trzy wyspy jednocześnie, uniknął przy tym zdeterminowanych japońskich ataków, jakich celem stał się w tym czasie „Enterprise” i jego grupa lotnicza. Utracił co prawda sześć samolotów, skutkiem jednak złej pogody, nie zaś wrogiego przeciwdziałania. W wyniku uderzeń uszkodzonych zostało kilka japońskich jednostek koło Makin, jednak SBD nie odnalazły żadnych wartych ataku celów koło Mili. Jednocześnie pogarszająca się pogoda ze spadkiem widzialności do bliskiej zera uczyniła bezcelowym pozostawanie w tym rejonie, toteż mimo zamiaru Fletchera przeprowadzenia kolejnych ataków po południu, na rozkaz adm. Halseya zespół TF17 przerwał operację i 6 lutego po raz pierwszy po japońskim ataku, wpłynął do zniszczonej bazy Pearl Harbor.

### Bitwa na Morzu Koralowym

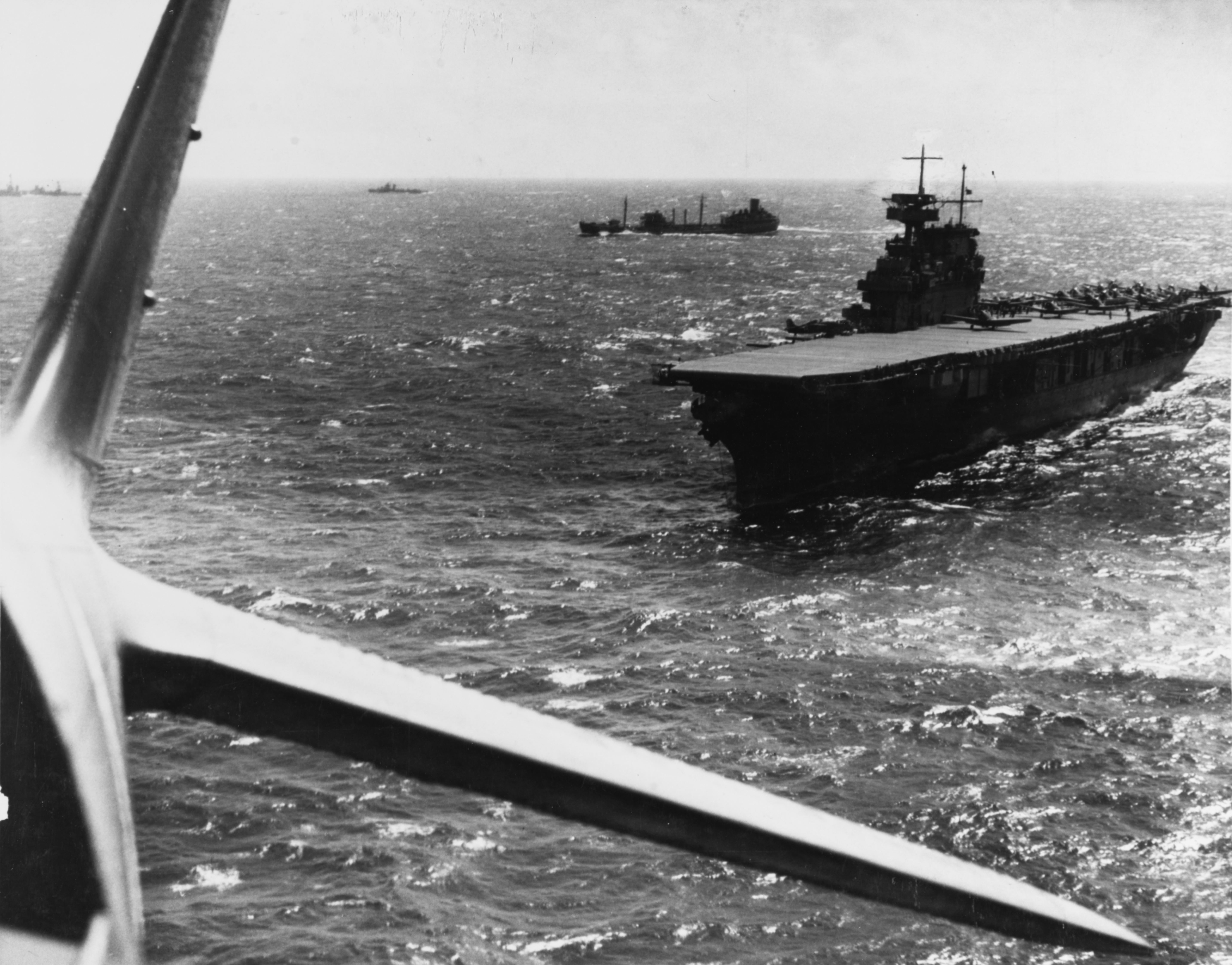
„Yorktown” w okolicy Morza Koralowego w kwietniu 1942 roku, widziany z kokpitu startującego TBD Devastator. Wojskowa cenzura dokonała retuszu zdjęcia, usuwając z masztu okrętu radar CXAM-1

#### Operacje poprzedzające
22 kwietnia 1942 roku oficer wywiadu odpowiedzialny m.in. za nadzór nad komórką strategicznego wywiadu radiowego HYPO na Hawajach, kmdr Edwin Layton, poinformował adm. Nimitza, iż istnieje wiele przesłanek wskazujących na to, że Japonia uruchomi ofensywę w rejonie Nowej Gwinei, Nowej Brytanii i Wyspy Salomona. Według HYPO, siły japońskie mogły obejmować pięć lotniskowców, jeden pancernik, pięć ciężkich krążowników, przynajmniej cztery lekkie krążowniki i 12 niszczycieli. Stanowisko Leytona stało w rażącej sprzeczności ze stanowiskiem Waszyngtonu, w tym m.in. najwyższego wojskowego dowódcy United States Army, gen. George’a Marshalla, który uważał, że Japończycy przygotowują operację ataku na same Hawaje. Adm. Nimitz stanął w związku z tym wobec dylematu zaufania. Liczył się bowiem z możliwością, że HYPO jest obiektem operacji dezinformacyjnej, mającej odciągnąć amerykańskie lotniskowce na południowy Pacyfik, podczas gdy Hawaje zostaną w ten sposób pozbawione osłony. Postanowił jednak zaufać Leytonowi oraz kierującemu HYPO bezpośrednio, komandorowi Josephowi Rochefortowi, i wysłać lotniskowce w rejon przewidywanej operacji japońskiej. USS „Hornet” oraz „Enterprise” wracały w tym czasie z rajdu na Wyspy Japońskie, „Saratoga” pozostawała w suchym doku, toteż jedynymi dostępnymi okrętami lotniczymi były „Lexington” oraz „Yorktown”. Jako że uważany za najlepszego dowódcę lotniskowcowych zespołów uderzeniowych adm. Halsey wciąż jeszcze znajdował się wraz z „Enterprise” w drodze powrotnej na Hawaje, dowództwo nad sformowanym w tym celu Task Force 17 powierzone zostało admirałowi Fletcherowi na „Yorktownie”, zaś Task Force 11 z „Lexingtonem” dowodzony miał być przez adm. Aubreya Fitcha.
Zespół uderzeniowy Task Force 17 połączył się z zespołem wracającego z rajdu na Salamaua i Lae lotniskowca „Lexington” 300 mil na północny zachód od Nowej Kaledonii. 29 kwietnia oba zespoły w towarzystwie alianckiego zespołu krążowników i niszczycieli pod dowództwem brytyjskiego adm. Johna Crace’a (Task Force 44) minęły Nowe Hebrydy i Salomony po czym weszły na północne Morze Koralowe. Do 1 maja 1942 roku zarówno „Yorktown”, jak i „Lexington” znalazły się więc w rejonie operacji, zaś między 14 a 16 maja dołączyć do nich miały „Enterprise” i „Hornet”.

#### Bitwa na Morzu Koralowym – pierwsze działania
3 maja adm. Fletcher uzyskał potwierdzenie japońskiego lądowania w Tulagi, „Yorktown” oddzielił się jednak od „Lexingtona”, który musiał pobrać paliwo, i TF17 samodzielnie skierował się na północ. Dzień zaś później o godzinie 07:01 z pokładu CV-5 zaczęło startować 28 bombowców nurkujących SBD i 12 torpedowych TBD z zadaniem zaatakowania sił japońskich pod Tulagi.

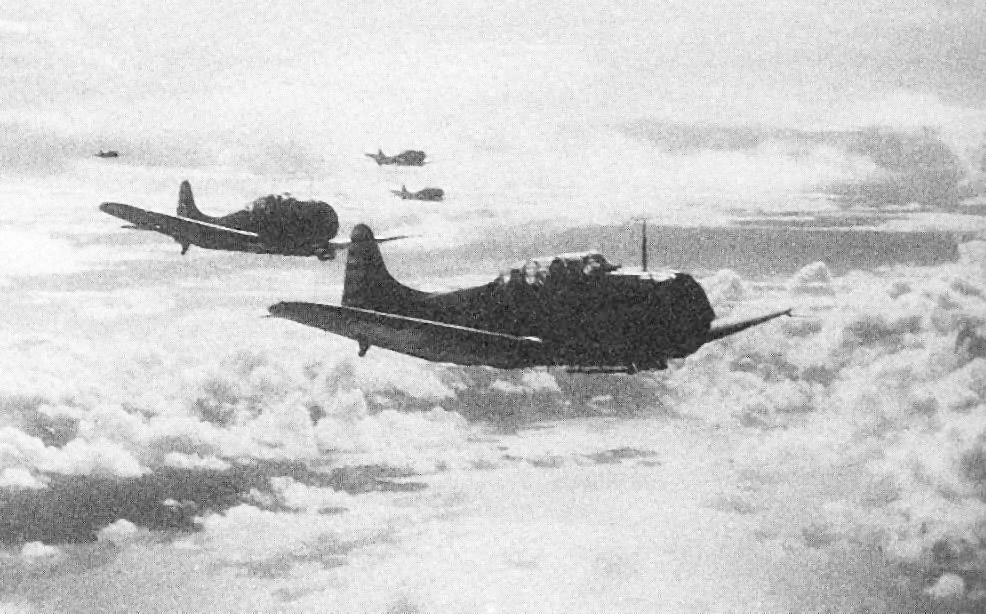
Bombowce nurkujące SBD Dauntless z grupy lotniczej „Yorktowna” powracające na swój okręt po jednym z trzech uderzeń na Tulagi 4 maja 1942 roku

Każdy z Dauntlesów dźwigał 1000-funtową bombę, Devastatory zaś torpedy Mark 13. Sekcja trzech TBD zaatakowała wówczas transportowiec „Azumasan Maru” stojący na kotwicy na północnym brzegu wyspy, dwa inne Devastatory natomiast zaatakowały „Kōei Maru” na kotwicy w pobliżu Gavutu. Nie osiągnięto żadnego trafienia. Pozostałe Devastatory z VT-5 przeprowadziły skoordynowany atak z dwóch stron na stojące burta przy burcie stawiacz min „Okinoshima” oraz niszczyciele: „Kikuzuki” i „Yūzuki”. Jedna z torped zadziałała prawidłowo, trafiając „Kikuzuki” i powodując zniszczenia, które zmusiły japońską załogę do wyrzucenia okrętu na brzeg, gdzie został porzucony. Po uzupełnieniu uzbrojenia i zatankowaniu na pokładzie „Yorktowna”, Devastatory powróciły w celu ponownego ataku na stawiacz min, który w międzyczasie z powodzeniem wymanewrował atak bombowców z ich lotniskowca. I tym jednak razem rozwijający prędkość 20 węzłów okręt uniknął wszystkich torped, co spowodowało, że cała eskadra całodniowe działania zakończyła z zaledwie jednym trafieniem na 22 użyte torpedy. Załogi bombowców nurkujących zgłosiły natomiast po atakach na Tulagi problem utrudniającego celowanie parowania celownika teleskopowego.

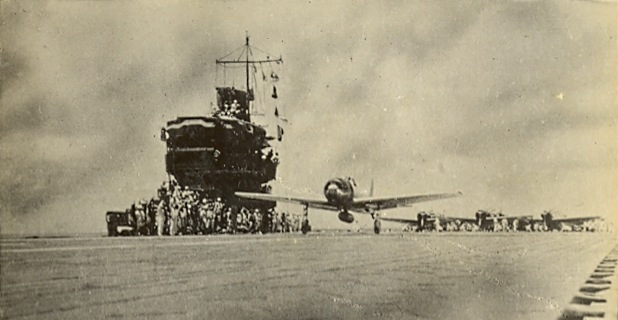
Japoński myśliwiec Mitsubishi A6M2 „Zero” startujący z „Shōkaku” podczas bitwy na Morzu Koralowym

„Yorktown” znajdował się w bezpośredniej bliskości Tulagi, toteż jego grupa lotnicza zdolna była do przeprowadzenia trzech ataków w ciągu jednego dnia, ich rezultaty były jednak bardzo niezadowalające. Zniszczony został zaledwie jeden niszczyciel „Kikuzuki”, jeden rozładowany już transportowiec i dwa małe okręty patrolowe. Atak na Tulagi zaalarmował jednak japońskie dowództwo o obecności na tych wodach co najmniej jednego amerykańskiego lotniskowca. Dowódca tankującego paliwo 350 mil na północ od Bougainville 5 Dywizjonu Lotniskowców adm. Chūichi Hara, polecił natychmiast przerwać tankowanie, i „Shōkaku” oraz „Zuikaku” skierowały się na południe w kierunku wschodnich Salomonów.
5 maja USS „Yorktown” połączył się ponownie z „Lexingtonem” i oba lotniskowce po zatankowaniu skierowały się na wschód w kierunku Przejścia Jomarda między Luizjadami a Nową Gwineą, słusznie domniemywając, że właśnie przez tę cieśninę przepłyną japońskie siły inwazyjne. W tym samym czasie japońskie lotniskowce, które kierując się na południe od południowego wschodu opłynęły wyspę Makira, znalazły się zaledwie od 50 do 70 mil na północ od amerykańskich lotniskowców. 5 maja dowodzący VF-42, Ltd. Cmdr. James Flatley,  prowadzący w tym czasie patrol CAP, zestrzelił japoński samolot rozpoznawczy Kawanishi H6K, który prawdopodobnie wykrył „Yorktown”, lecz albo nie złożył raportu o tym, albo też adm. Hara nie zdołał go odebrać. 6 maja o godzinie 10:00 japoński samolot rozpoznawczy wykrył TF17, lecz lotniskowce japońskie były w tym czasie w trakcie tankowania, nie mogły wobec tego podjąć natychmiastowej akcji przeciw „Yorktownowi”. Dopiero po południu Japończycy zaczęli zbliżać się do tankujących w tym czasie Amerykanów, jednak admirałowie Takagi i Hara podjęli decyzję o odłożeniu ataku do godzin porannych. Jak wykazały powojenne analizy, znajdowali się w tym czasie od 30 do 50 mil morskich od obu tankujących amerykańskich lotniskowców, które mogli całkowicie zaskoczyć podczas tej wrażliwej procedury. Atak japoński na „Yorktowna” w tym momencie nie tylko mógł natychmiast zakończyć starcie na Morzu Koralowym, ale i w decydujący sposób wpłynąć na rezultat późniejszej bitwy pod Midway, a w konsekwencji na dalszy przebieg wojny. Adm. Takagi dysponował jednak błędnym raportem o pozycji TF17, i w nocy z 6 na 7 maja obydwa zespoły minęły się w odległości mniejszej niż 70 mil.

#### Atak na „Shōhō”

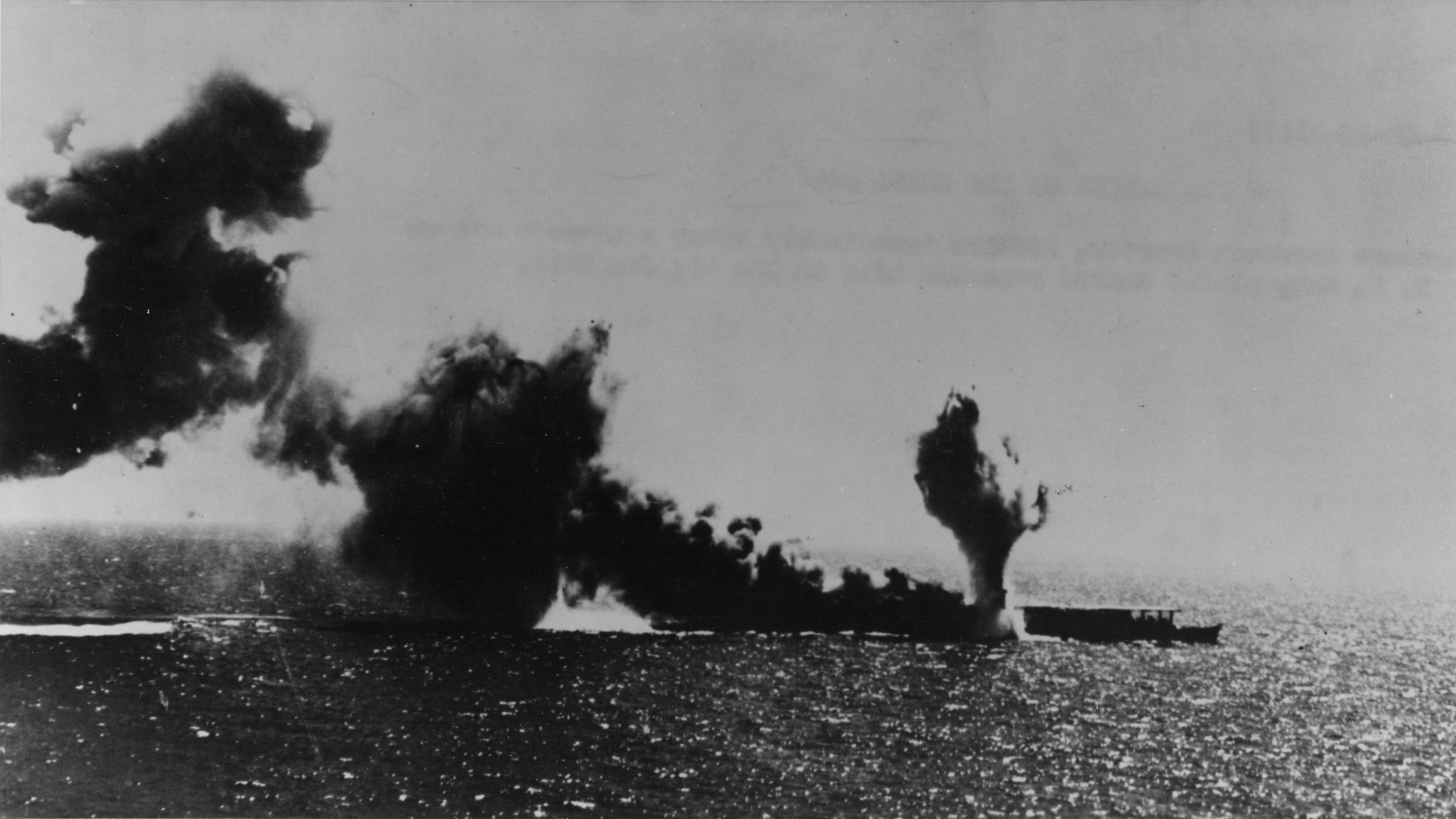
Atakowany 7 maja „Shōhō”. Widoczna eksplozja torpedy Mark 13 u burty okrętu

7 maja o godzinie 08:15 prowadzący lot rozpoznawczy młody porucznik marynarki John Nielsen z eskadry bombowej VB-5 wysłał na „Yorktown” błędną wiadomość o wykryciu „dwóch lotniskowców i czterech ciężkich krążowników” niedaleko Przejścia Jomarda, w odległości skutecznego uderzenia lotniczego TF17, 175 mil od „Yorktowna”. Adm. Fletcher rozkazał natychmiastowy start grup uderzeniowych obu lotniskowców. O godzinie 09:45 w powietrzu była grupa „Lexingtona”, 20 zaś minut później grupa lotnicza „Yorktowna”. Gdy jednak na pokład CV-5 powrócił porucznik Nielsen, zaprzeczył, aby wykrył jakiekolwiek lotniskowce. Skonfrontowany z treścią przesłanej przez siebie wiadomości, stwierdził, iż przekłamanie było efektem pomyłki w kodowaniu, w rzeczywistości bowiem dostrzegł jedynie dwa krążowniki i dwa niszczyciele. Mimo ryzyka wiążącego się z faktem, iż w dalszym ciągu nie znał pozycji japońskich lotniskowców, zaś jego własne lotniskowce pozbawione były większości samolotów, Fletcher nie odwołał uderzenia. Wkrótce też napłynął inny raport z należącego do Armii ciężkiego bombowca B-17, który raportował lotniskowiec z kilkoma okrętami eskorty, jedynie 30 mil od pozycji pierwszego kontaktu. Toteż Fletcher nakazał grupie uderzeniowej zmianę kursu, ta zaś wkrótce potem odnalazła lekki lotniskowiec „Shōhō” w towarzystwie czterech krążowników i jednego niszczyciela. Japoński lotniskowiec został zaatakowany najpierw przez grupę lotniczą „Lexingtona”, następnie przez bombowce „Yorktowna”, które umieściły w płonącej japońskiej jednostce pięć do sześciu kolejnych bomb, w końcu zaś przez jego samoloty torpedowe z eskadry VT-5, którym udało się trafić dwoma (do pięciu) torpedami.
„Shōhō” był dość nowoczesnym okrętem, został jednak pierwszym lotniskowcem utraconym przez Japonię podczas wojny. Uderzenie adm. Fletchera na „Shōhō” samolotami z „Yorktowna” jakkolwiek użyteczne, było marnowaniem sił i środków. Grupa „Yorktowna” wystartowała bowiem przeciwko okrętowi, który miał być dużym japońskim lotniskowcem, okazał się zaś jedynie lotniskowcem lekkim, podczas gdy atak ten pozostawił sam zespół „Yorktowna” odsłonięty na atak japoński. Na skutek jednak ataku, dowodzący z Rabaul operacją MO admirał Shigeyoshi Inoue zawiesił lądowanie w Port Moresby i nakazał wycofanie się jednostek inwazyjnych na północ.
O 16:15, w poszukiwaniu zespołu Fletchera, adm. Hara wysłał grupę uderzeniową swoich samolotów na zachód. „Yorktown” znajdował się wówczas jedynie 170 mil na zachód od japońskich okrętów, jednak samoloty 5. Dywizjonu minęły go od północy, gdyż amerykańskie jednostki były wówczas przykryte ciężkimi chmurami. Nie znalazłszy okrętów United States Navy, samoloty zawróciły i przelatując wkrótce nad „Yorktownem”, niektóre z nich pomyliły go z japońskim okrętem i podjęły próbę lądowania na CV-5. Po początkowej konsternacji, niszczyciele eskorty otworzyły gwałtowny ogień przeciwlotniczy, jednak został on wkrótce wstrzymany, gdyż w powietrzu znajdowało się także kilka powracających amerykańskich maszyn. Samoloty japońskie wracały jednak już po zmroku, toteż miały problemy z trafieniem na własny okręt. Japońskie okręty włączyły co prawda reflektory, aby ułatwić im lokalizację własnych pokładów, jednak z 29 samolotów, które wystartowały po południu, 21 maszyn zostało straconych – co miało swoje konsekwencje następnego dnia.

#### III dzień operacji
O świcie „Lexington” wypuścił w powietrze 18 Dauntlessów celem poszukiwania japońskiego zespołu, zaraz potem z obu okrętów wystartowały myśliwce CAP. Pierwszy raport o japońskich okrętach dotarł o 08:20. Wskazywał on na „dwa lotniskowce, cztery ciężkie krążowniki i dużo niszczycieli, płynące kursem 120 z prędkością 20 węzłów” w odległości 175 mil. Krótko po godzinie 9:00 „Yorktown” rozpoczął wypuszczanie w powietrze swojej grupy lotniczej, zaś sam okręt został wprowadzony w „stan Zed”, z zamkniętymi grodziami wodoszczelnymi i wszystkimi przejściami oraz paliwem wypompowanym z przewodów paliwowych.

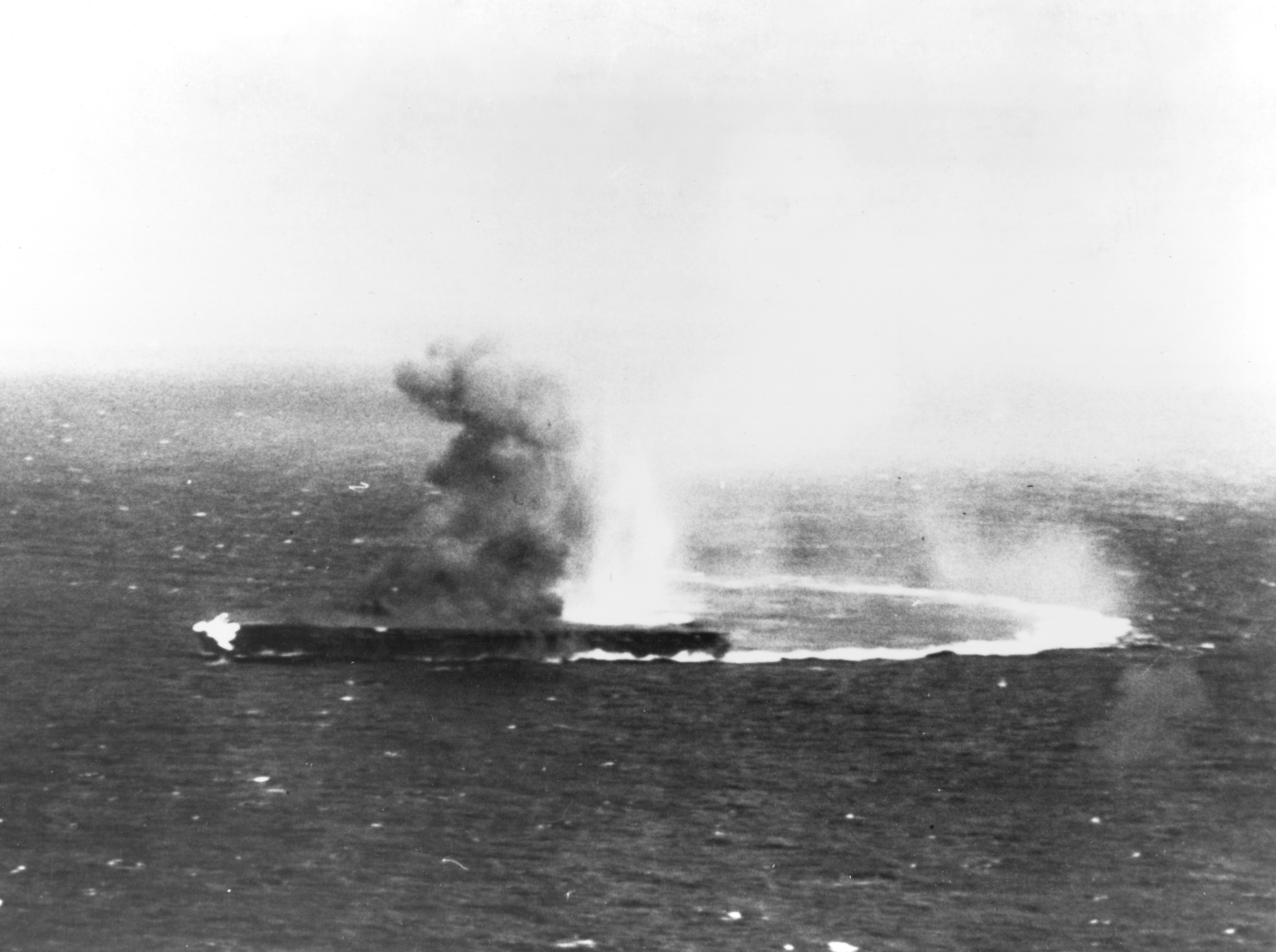
„Shokaku” w trakcie ataku bombowców nurkujących „Yorktowna”. Biała plama widoczna na dziobie okrętu stanowi błysk eksplozji zrzuconej w to miejsce bomby

Należące do grupy „Yorktowna” 24 Dauntlessy i 3 Wildcaty eskorty jako pierwsze dostrzegły japońskie okręty, zgodnie jednak z obowiązującą doktryną, czekały na wolniejsze Devastatory, celem przeprowadzenia wspólnego ataku. Spowodowane tym 20-minutowe opóźnienie umożliwiło „Zuikaku” ukrycie się w szkwale. Gdy maszyny VT-5 rozpoczynały swój atak, do lotu nurkowego zaczęły wchodzić Dauntlessy VB-5 i VS-5. Mimo powtarzającego się i tym razem parowania celowników teleskopowych, eskadry bombowe „Yorktowna” zdołały umieścić w pokładzie japońskiego okrętu dwie bomby, z których jedna eksplodowała na dziobie jednostki, druga zaś w części rufowej. Ta ostatnia zrzucona została przez Lt. Johna Powersa, który spadając swoim bombowcem nurkującym pod kątem ponad 70° przy otwartych klapach nurkowych (diving flaps) z prędkością 250 węzłów, wstrzymywał się z uwolnieniem bomby aż do wysokości 1000 stóp (300 metrów). Obowiązujące w marynarce procedury nakazywały zrzut z wysokości 1500 stóp (457 metrów), co przy prędkości 250 węzłów umożliwiało bezpieczne wyprowadzenie Dauntlessa z lotu nurkowego; Powers zamierzał jednak zwiększyć prawdopodobieństwo trafienia, stąd opóźnił zrzut bomby, co narażało samolot na porażenie eksplozją własnej bomby i znacznie zmniejszało szanse wyprowadzenia maszyny z lotu nurkowego. W rezultacie takiego ataku, maszyna Powersa została zniszczona w powietrzu przez eksplozję bomby, która pochłonęła samolot tuż za nadbudówką „Shōkaku”.

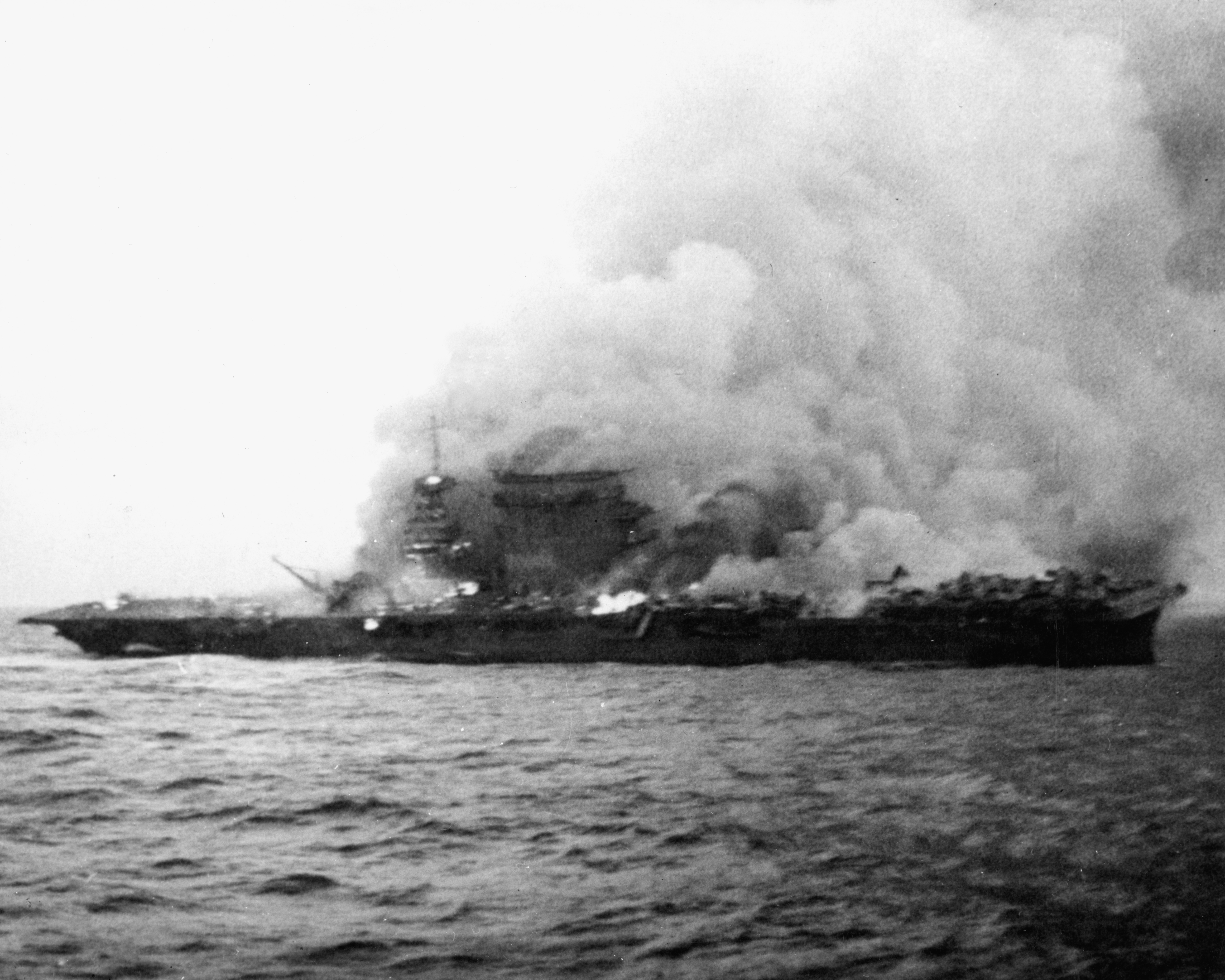
Płonący i tonący USS „Lexington” (CV-2)

Dowodzący VT-7 Lt. Cmdr Joseph Taylor zdecydował się zaatakować „Shōkaku”, gdyż ten wydawał się mieć słabszy pierścień eskorty. Eskadra zniżyła swój lot do 50 stóp (15 metrów) i zwiększyła prędkość do 110 węzłów, jak tylko bombowce nurkujące rozpoczęły swój atak. Podczas gdy samoloty eskorty wiązały japońskie myśliwce, 9 TBD utworzyło szyk w jednej linii, w którym każdy z pilotów atakował lewą burtę lotniskowca. Wszystkie samoloty zrzuciły swe torpedy w odległości 1000 do 2000 jardów (1800 metrów), gdy bombowce kończyły swój atak. Żadna z rozwijających prędkość 30 węzłów torped Mark 13 nie trafiła w okręt. Piloci raportowali wprawdzie trzy trafienia, podobnie jak trzy defekty torped, należy jednak przyjąć, że trzy dostrzeżone trafienia były w rzeczywistości eksplozjami 1000-funtowych bomb lotniczych tuż obok lotniskowca, które piloci wzięli za eksplozje głowic torpedowych w celu.
Dwukrotnie trafiony bombami „Shōkaku”, jakkolwiek wobec braku trafienia torpedami nie znajdował się w stanie zagrożenia pływalności, nie był w stanie prowadzić dalej operacji lotniczych, toteż o 12:10 opuścił pole bitwy udając się w kierunku bazy w Truk.

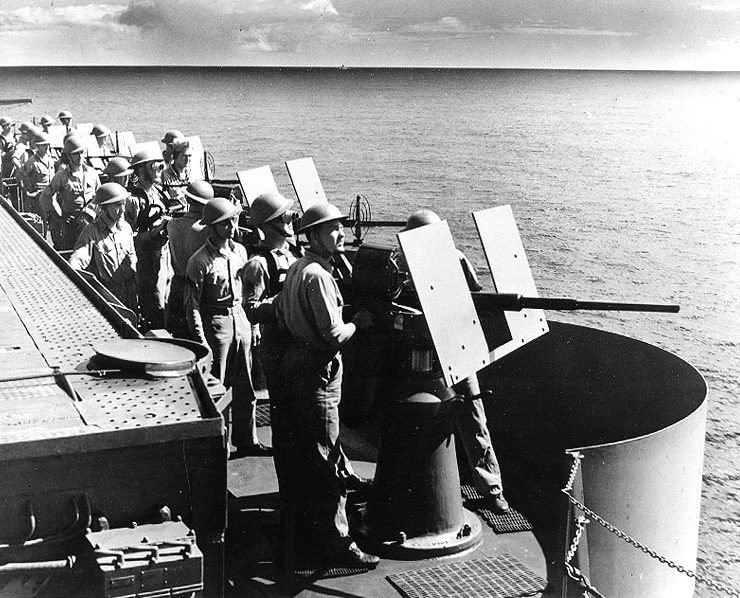
Podobnie jak na wszystkich innych amerykańskich lotniskowcach uderzeniowych, artyleria przeciwlotnicza okrętu nie była obsługiwana przez marynarzy US Navy, lecz przez przydzielony na pokład okrętu oddział żołnierzy piechoty morskiej (Marine detachment). Na zdjęciu marines przy obsłudze zainstalowanej na okręcie po 7 grudnia 1941 roku prawoburtowej baterii działek Oerlikon 20 mm

Grupa lotnicza „Yorktowna” w drodze nad japońskie lotniskowce dosłownie minęła się w powietrzu z japońskimi samolotami w drodze nad Task Force 17. Tymczasem formacja samolotów admirała Hary została wykryta za pomocą radaru w odległości 68 mil morskich, co umożliwiło obu amerykańskim lotniskowcom wysłanie przeciwko nim w powietrze wszystkich 17 dostępnych myśliwców F4F, a także 23 nieobciążonych bombami SBD. Te ostatnie miały prowadzić patrol na niskim pułapie do 2000 stóp (610 metrów), przede wszystkim w celu przechwycenia japońskich samolotów torpedowych Nakajima B5N. Japońskie samoloty przeprowadziły najwyższej jakości skoordynowany atak torpedowo-bombowy, w wyniku którego trafiony bombami i torpedami został „Lexington”, znacznie zwrotniejszemu „Yorktownowi” udało się jednak wymanewrować kilka torped. Okręt obramowany został jednak zrzuconymi przez 14 bombowców nurkujących Aichi D3A1 bombami; eksplozje były tak bliskie, że uniosły rufę okrętu ponad wodę, na chwilę odsłaniając obracające się śruby. Jedna z bomb o godzinie 11:27 trafiła bezpośrednio w śródokręcie, przebijając pokład startowy i eksplodując głęboko wewnątrz kadłuba na trzecim pokładzie. Bomba ta eksplodowała w pobliżu sekcji C-301-L mieszczącej jeden z zespołów kontroli uszkodzeń. Ciężkie rany odniósł wówczas dowodzący tym zespołem Lt. Milton Ricketts, który mimo śmiertelnych ran, zdołał jednak rozwinąć węże systemu gaśniczego i do swojej śmierci prowadził walkę z ogniem. Mimo uszkodzeń „Yorktown” nadal jednak był w stanie rozwijać 25 węzłów, a w przeciwieństwie do „Lexingtona”, odniesione uszkodzenia nie zagrażały jego pływalności. Admirał Fletcher podjął wobec tego decyzję o wycofaniu TF17 z bitwy.
„Shōkaku” został ciężko uszkodzony trzema bombami, które zniszczyły jego pokład startowy oraz dziób i zabiły 108 osób. „Zuikaku”, chociaż nieuszkodzony, stracił całą swoją grupę lotniczą, co uniemożliwiło obu okrętom wzięcie udziału w bitwie pod Midway, zaś cała operacja zajęcia Port Moresby musiała została anulowana. „Shōhō” został trafiony być może nawet 11 bombami oraz pięcioma torpedami, co zatopiłoby każdy, nawet największy japoński okręt lotniczy. Amerykańska Flota Pacyfiku utraciła jeden lotniskowiec, zaś „Yorktown” został trafiony tylko jedną bombą, co po pobieżnej naprawie w Pearl Harbor umożliwiło mu wzięcie udziału w kolejnej zbliżającej się operacji.

### Naprawy w Pearl Harbor

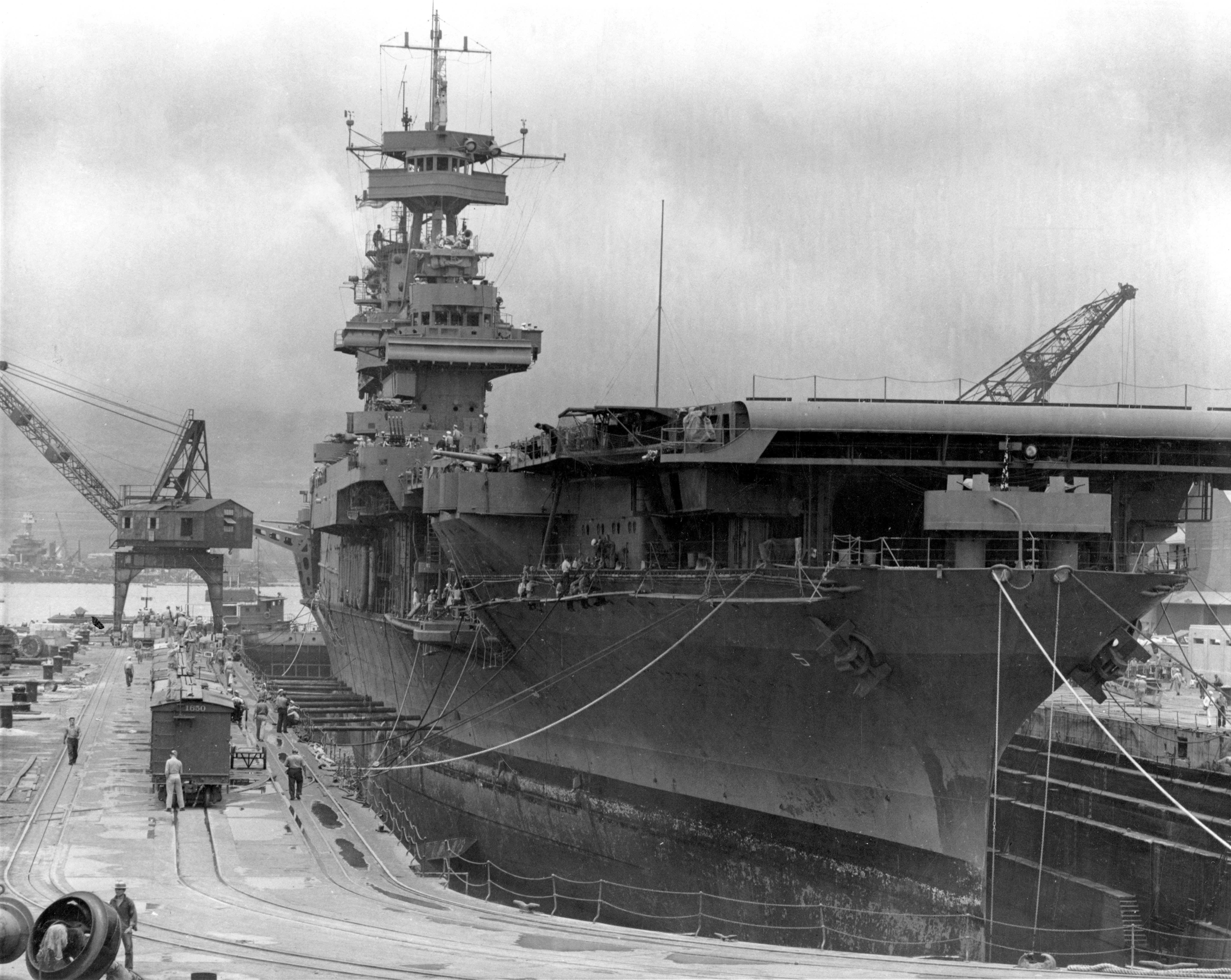
„Yorktown” w suchym doku nr 1 w Pearl Harbor, 29 maja 1942 roku, jeden dzień przed wyruszeniem do „Point Luck” – miejsca zgrupowania amerykańskich lotniskowców przed bitwą pod Midway. Widoczna duża liczba pracowników stoczniowych w trakcie prac remontowych na okręcie

CV-5 dotarł do Pearl Harbor 27 maja 1942 roku, będąc zdolnym do utrzymania prędkości 20 węzłów, w wypadku zaś konieczności startu bądź przyjęcia na pokład lądujących samolotów, mimo uszkodzeń zdolny był do przyśpieszenia do 30 węzłów. W tym czasie jego windy pokładowe działały już normalnie, zaś duża dziura w pokładzie startowym po eksplozji bomby była starannie załatana. Toteż operacje lotnicze na okręcie mogły już przebiegać normalnie. Jedynym widocznym z zewnątrz śladem uszkodzeń bitewnych była pozostawiana przez okręt w morzu długa tłusta plama oleju. Wchodzący do bazy USS „Yorktown” został przywitany owacją ludzi przy nabrzeżu oraz dźwiękami syren okrętowych. Okręt wszedł jednak bezpośrednio do suchego doku nr 1, z którego niemal natychmiast rozpoczęto wypompowywanie wody. Dopiero wówczas obecny w doku admirał Nimitz ze swoim sztabem oraz zespołami inżynierów mógł ujrzeć dziury w poszyciu i dokonać oględzin uszkodzeń. Funkcjonujący w wielu źródłach mit, że poinformowany przez inżynierów, iż naprawa jednostki zajmie trzy miesiące, adm. Nimitz zażądał usunięcia uszkodzeń w ciągu zaledwie trzech dni, jest nieprawdziwy. Nimitz nie był nieracjonalnym despotą, żądającym niemożliwego od ludzi już od początku wojny pracujących ponad siły – w rzeczywistości, zanim dowódca Floty Pacyfiku oznajmił ekipom remontowym, że potrzebuje okrętu w ciągu trzech dni, został wcześniej poinformowany, iż to jest możliwe. Przy pracach na okręcie zaangażowanych było 1400, pracujących w niektórych przypadkach bez przerwy przez 48 godzin, pracowników stoczniowych oraz kilkuset członków załogi. Ostatecznie „Yorktown” odzyskał zdolność bojową w ciągu dwóch dni, i 30 maja – 5 dni przed bitwą pod Midway – opuścił Pearl Harbor.

### Nowa grupa lotnicza
Po ciężkich stratach grupy lotniczej okrętu na Morzu Koralowym, na tydzień przed kolejną wielką bitwą jej skład musiał zostać zreorganizowany i odbudowany. Eskadry zostały więc uzupełnione dostępnymi w Pearl Harbor samolotami oraz pilotami świeżo po ukończonym szkoleniu. Należąca do remontowanej „Saratogi” eskadra VB-3 zastąpiła na pokładzie „Yorktowna” jego eskadrę VB-5, która utraciła zbyt wiele pilotów i maszyn aby pozostać zdolną do działań. Także nowa eskadra myśliwska VF-3 zastąpiła na pokładzie CV-5 jego własną osłabioną VF-42, przejmując wielu jej pilotów, mechaników i samolotów. W jej skład wszedł także John Thach – twórca nowej taktyki myśliwskiej zwanej „Splotem Thacha”, który wbrew panującemu przekonaniu był zwolennikiem samolotu F4F Wildcat. Jego eskadra otrzymała wówczas nowy model samolotu Grummana oznaczony jako F4F-4, który dzięki wyposażeniu w składane skrzydła umożliwiał zabranie pod pokład większej niż dotąd liczby maszyn. Utworzono także nową eskadrę torpedową VT-3, która zastąpiła odesłaną na ląd celem odpoczynku i szkolenia VT-5.
| Eskadra                                           | Samoloty          | Dowódca eskadry         |
| ------------------------------------------------- | ----------------- | ----------------------- |
| Dowódca grupy powietrznej Lt.Cmdr. Oscar Pederson |                   |                         |
| VB-3                                              | 18 SBD Dauntless  | Lt.Cmdr. Maxwell Leslie |
| VF-3                                              | 25 F4F-4 Wildcat  | Lt.Cmdr. John Thach     |
| VT-3                                              | 12 TBD Devastator | Lt.Cmdr. Lance Massey   |
| VS-5                                              | 18 SBD Dauntless  | Lieut W.C. Short        |

1. ↑  W skład VF-3, obok 11 pilotów tej eskadry, weszło 16 pilotów VF-42.
2. ↑  W skład VS-5 weszło 10 pilotów VB-5 i 8 z grupy „Saratogi”.

### Bitwa pod Midway

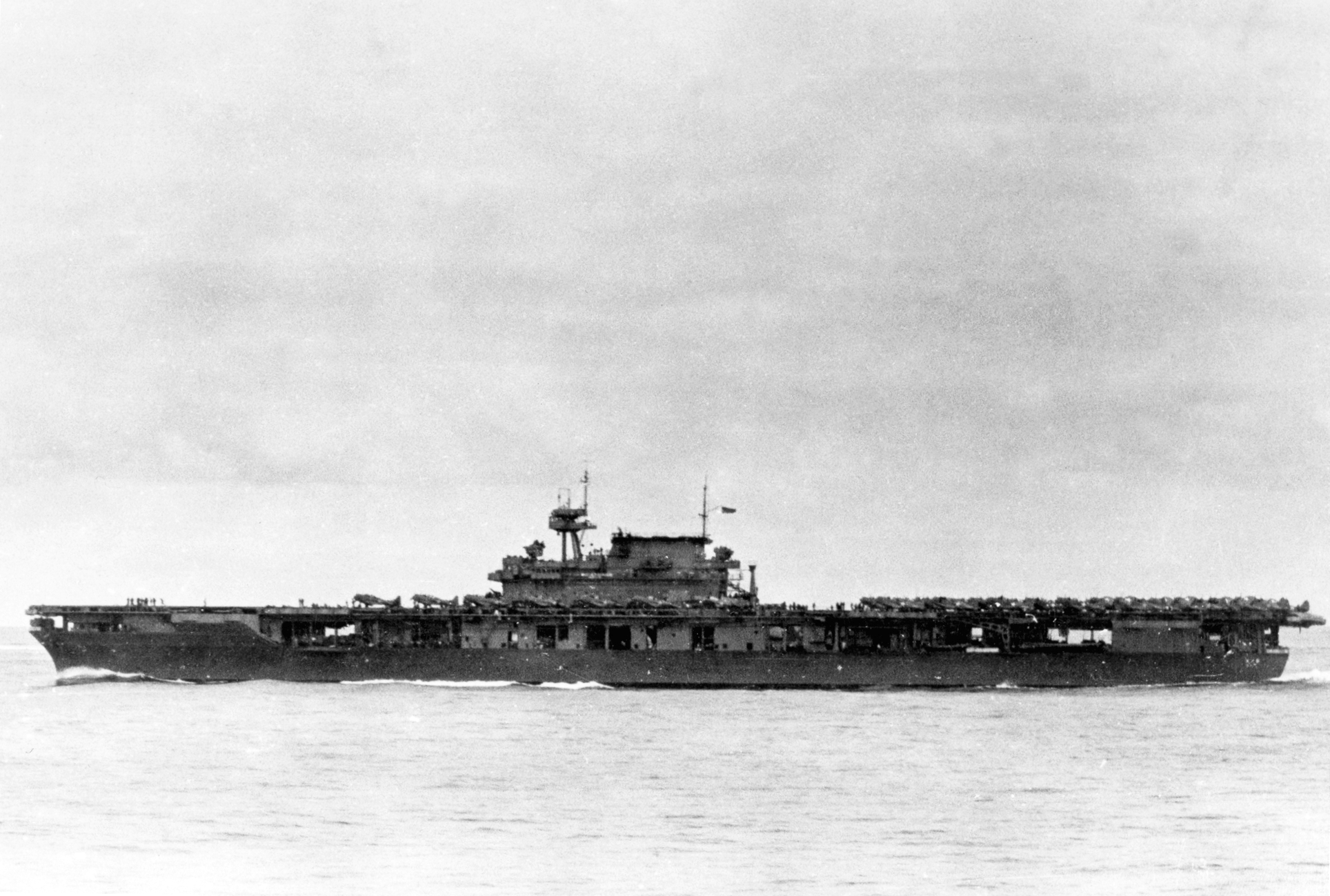
„Yorktown” pod Midway 4 czerwca 1942 roku, krótko po przyjęciu na pokład powracających z porannego rozpoznania Dauntlessów i Wildcatów. Na pokładzie startowym widoczna przygotowana do uderzenia na Kidō Butai grupa lotnicza okrętu

O godzinie 06:30 4 czerwca 1942 roku starty z pokładów czterech okrętów 1. i 2. dywizjonu lotniskowców Dai-ichi Kidō-butai, pod dowództwem admirała Chūichi Nagumo, rozpoczęły japońskie samoloty, których zadaniem było wykonanie uderzenia na amerykańskie instalacje wojskowe na atolu Midway. Dzięki jednak danym z przechwyconych i częściowo rozszyfrowanych przez HYPO japońskich depesz, adm. Nimitz znał ogólne zarysy japońskiego planu MI oraz skład japońskich sił. Toteż już godzinę po rozpoczęciu japońskich startów, zespół Kidō-butai został wykryty przez amerykańską łódź latającą Consolidated PBY Catalina. Rano, krótko po godzinie 07:00, japoński zespół okrętów został zaatakowany przez amerykańskie samoloty startujące z Midway. Trwające przez dwie godziny kolejne amerykańskie ataki lotnictwa z atolu były wprawdzie nieskuteczne, wraz jednak z wykryciem amerykańskiego lotniskowca przez samolot rozpoznawczy Tone nr 4 z krążownika „Tone” o 08:20, spowodowały, że po raz pierwszy podczas tej bitwy admirał Nagumo utracił inicjatywę. Po raz pierwszy też podczas całej wojny, Kidō-butai zmuszona była jedynie reagować na posunięcia przeciwnika.
Wcześniej jednak, przed świtem, grupa myśliwców F4F „Yorktowna”, a w ślad za nią grupa bombowców nurkujących SBD Dauntless, zostały wysłane na rozpoznanie w kierunku północnym. Adm. Fletcher pozostawił wszakże na pokładzie okrętu główne ugrupowanie uderzeniowe, w oczekiwaniu na ostateczny raport o wykryciu japońskiego zespołu. Gdy jednak po nadejściu meldunków o pozycji japońskich sił startowały Dauntlessy grupy powietrznej „Enterprise’a”, konieczność przyjęcia na pokład powracających samolotów rozpoznania opóźniła start grupy powietrznej CV-5. „Yorktown” znajdował się wówczas bowiem w drodze na północ, co spowodowało, że japoński zespół znalazł się poza zasięgiem samolotów adm. Fletchera. W rezultacie „Yorktown” rozpoczął wysyłanie w powietrze swojej grupy uderzeniowej dopiero o godzinie 08:38, kiedy eskadry „Enterprise’a” i „Horneta” były już daleko drodze. Pierwsze zaczęły startować z pokładu bombowce nurkujące VB-3, w ślad za nimi Devastatory nowej eskadry VT-3, które celem startu z obciążeniem w postaci torped wymagały pełnej długości pokładu. Devastatory otrzymały rozkaz natychmiastowego po starcie udania się w kierunku przeciwnika, w ślad za nimi podążyć miały bombowce nurkujące, na końcu zaś samoloty myśliwskie. Ogółem, „Yorktown” wysłał do ataku na jednostki adm. Nagumo 35 maszyn, w tym 17 uzbrojonych w bomby 1000-funtowe Dauntlessów, 12 samolotów torpedowych oraz 6 myśliwskich Wildcatów, które kilka minut po 9:00 rano w komplecie znalazły się w powietrzu. Grupa lotnicza „Yorktowna” otrzymała rozkaz lotu kursem 240° na dystansie 150 mil, jeśli zaś samoloty nie odnalazłyby w tym czasie japońskich okrętów, skręcić miały na północ, kursem przeciwległym do znanego kursu Kidō-butai w kierunku Midway. Amerykańskie procedury zakładały, że lecące jako pierwsze powolne Devastatory zostaną doścignięte przez szybsze Dauntlessy i samoloty myśliwskie, i w idealnym wariancie znajdą się w jednym momencie nad japońskim zespołem, co pozwoli na przeprowadzenie ataku skoordynowanego. Na tym etapie wojny amerykańskie lotnictwo pokładowe daleko ustępowało jednak wyszkoleniem i organizacją japońskiemu lotnictwu pokładowemu, zwłaszcza operującemu z pokładów 1. i 2. Dywizjonu Lotniskowców, zdolnemu do podniesienia kilku grup lotniczych w powietrze w ciągu zaledwie 15 minut i natychmiastowej organizacji w powietrzu.

#### Atak VT-3

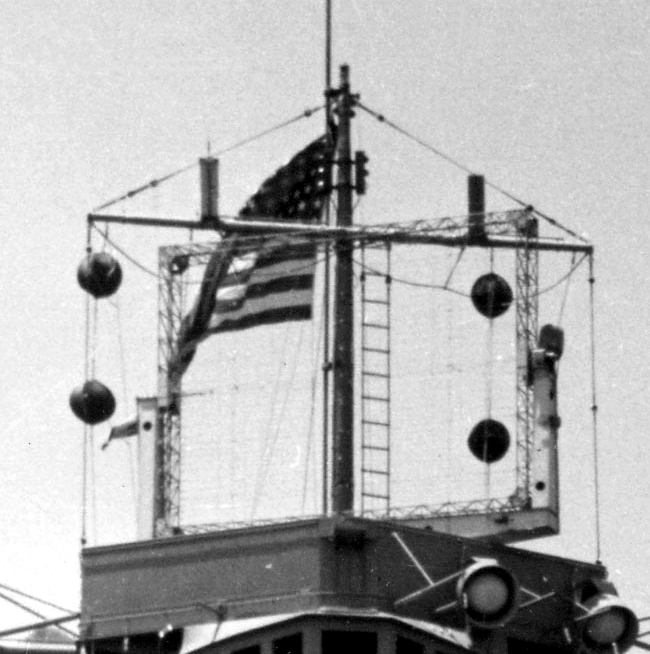
Antena radaru CXAM na szczycie masztu USS „Yorktown”, który 4 czerwca dwukrotnie wykrył zbliżające się w jego kierunku japońskie formacje lotnicze, co umożliwiło przygotowanie okrętu do obrony

Po godzinie 10:00, gdy japońskie okręty i myśliwce odparły już krwawo ataki eskadr torpedowych VT-8 i VT-6, od południowego wschodu nad Kidō Butai dotarła opóźniona „Torpedo Three” – prowadzona przez komandora podporucznika Lance’a Masseya eskadra torpedowa VT-3 z grupy lotniczej USS „Yorktown” (CV-5). Eskadra Masseya odnalazła japoński zespół okrętów dzięki dostrzeżeniu gęstego dymu generowanego przez japońskie krążowniki, lecąc na wysokości 2500 stóp (760 metrów). Zniżyła następnie swój lot do zaledwie 150 stóp (45 metrów), przygotowując się do ostatecznego podejścia torpedowego.

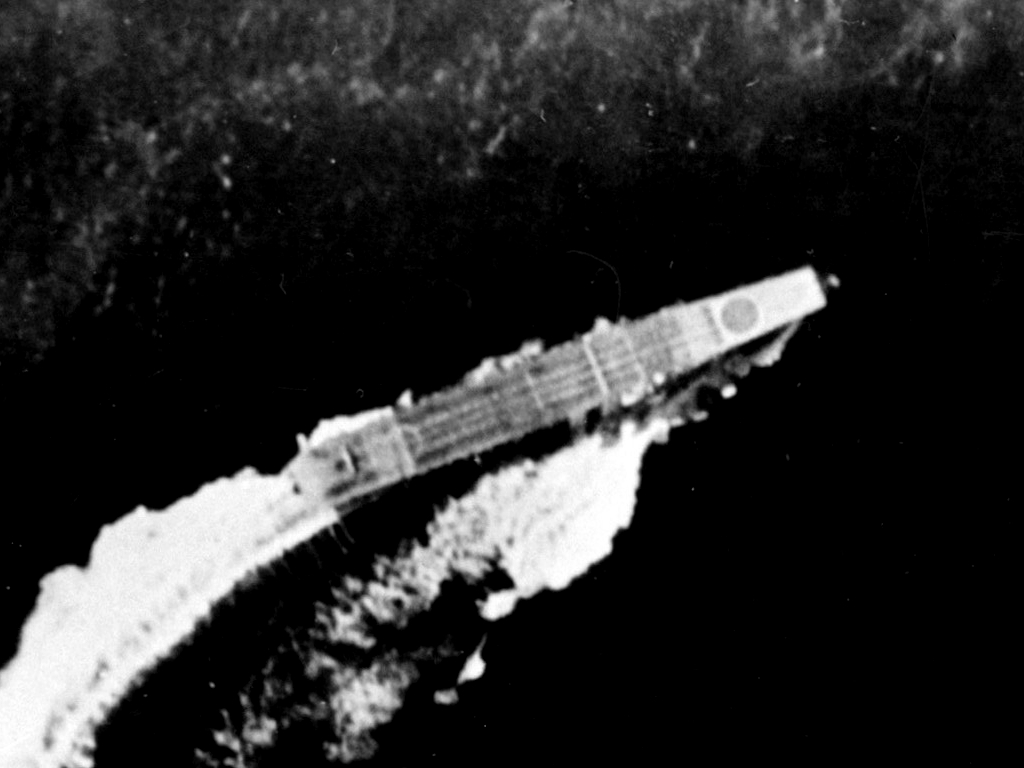
„Sōryū” manewrujący pod bombami B-17, około dwóch godzin przed atakiem VT-3. Nie są znane lub nie zachowały się żadne zdjęcia japońskich okrętów wykonane podczas decydujących amerykańskich uderzeń po godzinie 10:00

Równie powolne jak Devastatory lotniskowców „Hornet” i „Enterprise”, ta grupa TBD miała jednak nad nimi istotną przewagę, po raz pierwszy bowiem tego dnia, amerykańskie samoloty atakowały w eskorcie własnych samolotów myśliwskich – sześciu Wildcatów z fabryki Grummana w Bethpage na Long Island. Przydzielenie VT-3 eskorty myśliwskiej było wynikiem dyskusji jaka odbyła się na pokładzie „Yorktowna”, podczas której jej dowódca Lance Massey stwierdził, iż eskorta bardziej potrzebna jest lecącym wysoko Dauntlessom, niż jego lecącym tuż nad wodą samolotom torpedowym, gdyż japońskie Zero „na pewno nie będą operowały tak nisko”. Dowodzący VB-3 Maxwell Leslie miał zupełnie odmienne zdanie, twierdził bowiem, że Devastatory latają bardzo wolno, toteż są bardziej podatne na ogień myśliwców niż jego Dauntlessy, toteż to właśnie eskadrze VT-3 powinna być zapewniona ochrona myśliwska. Wobec takiej rozbieżności stanowisk, dowodzący VF-3 „Jimmy” Thach zaproponował, że to on sam podejmie decyzję, z którą eskadrą polecą jego Wildcaty. Ostatecznie, stanowisko żadnego z nich nie przeważyło, decyzja została podjęta przez dowodzącego grupą lotniczą „Yorktowna” (CYAG) Pete Petersona, zgodnie z rekomendacją zawartą w raporcie z bitwy na Morzu Koralowym, według której samoloty myśliwskie lecieć powinny na wysokości 5000–6000 stóp, między nisko lecącymi samolotami torpedowymi, a wysoko lecącymi SBD. Dzięki temu, piloci samolotów myśliwskich nie będą tracili z oczu torpedowców i mogli zareagować na każdą próbę ataku na nie, z drugiej zaś strony wystarczająco wysoko, aby w razie potrzeby udzielenia pomocy lecącym wyżej bombowcom nurkującym, Wildcaty nie musiały tracić na wznoszenie zbyt dużej ilości paliwa.

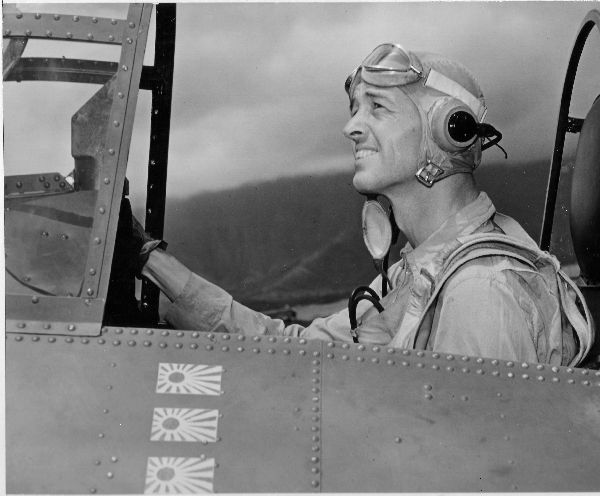
John „Jimmy” Thach 1,5 miesiąca po bitwie

W rezultacie przemyślanych decyzji i przedyskutowanego planu bitwy, cała grupa lotnicza „Yorktowna” jako jedyna dotarła nad zespół adm. Nagumo mniej więcej w tym samym czasie i przeprowadziła w miarę skoordynowany z myśliwcami atak, bez jakichkolwiek kłótni, niesubordynacji i ewidentnych błędów.
Prowadzone przez Thacha myśliwce eskadry Fighting Squadron Three, po raz pierwszy w tej wojnie, zastosowały w obronie torpedowców opracowaną przez swojego dowódcę defensywną taktykę myśliwską znaną pod nazwą „splotu Thacha” (Thach Weave). Sześć lecących nieco z tyłu i około 600 metrów nad Devastatorami Masseya Wildcatów Thacha zostało zaatakowanych przez 15 japońskich myśliwców Zero, których piloci przyzwyczajeni do zwycięstw nad mniej manewrowymi F4F-4, zostali zaskoczeni opartą na działaniu w parach nową amerykańską taktyką i po raz pierwszy podczas tej bitwy, Mitsubishi A6M Zero zaczęły zestrzelone spadać do oceanu. Sam Thach zestrzelił wówczas dzięki swojej taktyce trzy japońskie Zero. Japońscy piloci, którzy nie mieli dotąd większych problemów w walce z mniej manewrowymi Wildcatami, zostali zaskoczeni nową taktyką pilotów z „Yorktowna” i ciągłym manewrowaniem samolotów Grummana.
Tymczasem TBD eskadry VT-3 zbliżały się do pierwszego i jedynego widocznego japońskiego lotniskowca, okrętu flagowego 2. Dywizjonu lotniskowców „Hiryū”. Mimo starań myśliwców Thacha, Devastatory zostały zaatakowane przez kilkanaście japońskich Zero, które kolejno zestrzeliły 10 z 12 samolotów torpedowych; żadna torpeda nie dosięgła japońskiego okrętu. Szczególnie skuteczny okazał się japoński as Iyōzō Fujita, który osobiście zestrzelił cztery maszyny eskadry VT-3. Poświęcenie załóg Devastatorów „Yorktowna” zaowocowało jednak odciągnięciem japońskich myśliwców CAP od głównego zespołu Kidō Butai, gdzie niemal w tym samym czasie z przeciwnego kierunku decydujący atak na trzy pozostałe japońskie lotniskowce przypuściły bombowce nurkujące eskadr VB-6 i VS-6 z grupy lotniczej USS „Enterprise” oraz eskadra Dauntlessów VB-3 z „Yorktowna”.

#### Atak VB-3

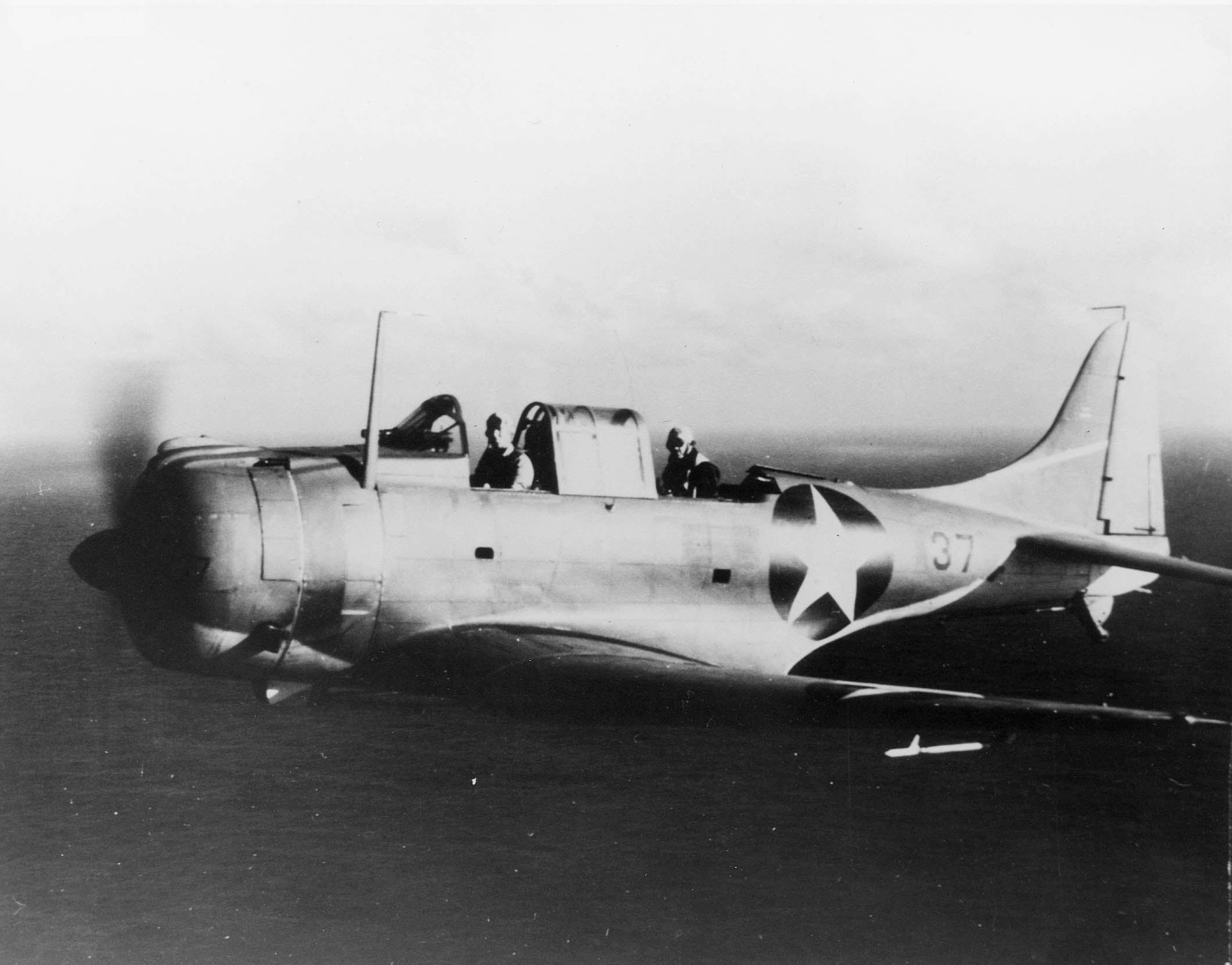
Douglas SBD-3 Dauntless z eskadry VB-3 lotniskowca „Yorktown”, który 4 czerwca wziął udział w ataku na „Sōryū”

Gdy swój atak kończyła broniona przez myśliwce Thacha eskadra VT-3, z przeciwległego kierunku – od południowego zachodu – lotniskowce adm. Nagumo zostały zaatakowane przez prowadzone przez Wade’a McClusky’ego dwie eskadry Dauntlessów z „Enterprise”, zaś szczęśliwym zbiegiem okoliczności dokładnie w tym samym czasie od wschodu nadleciała eskadra bombowa „Yorktowna” VB-3.

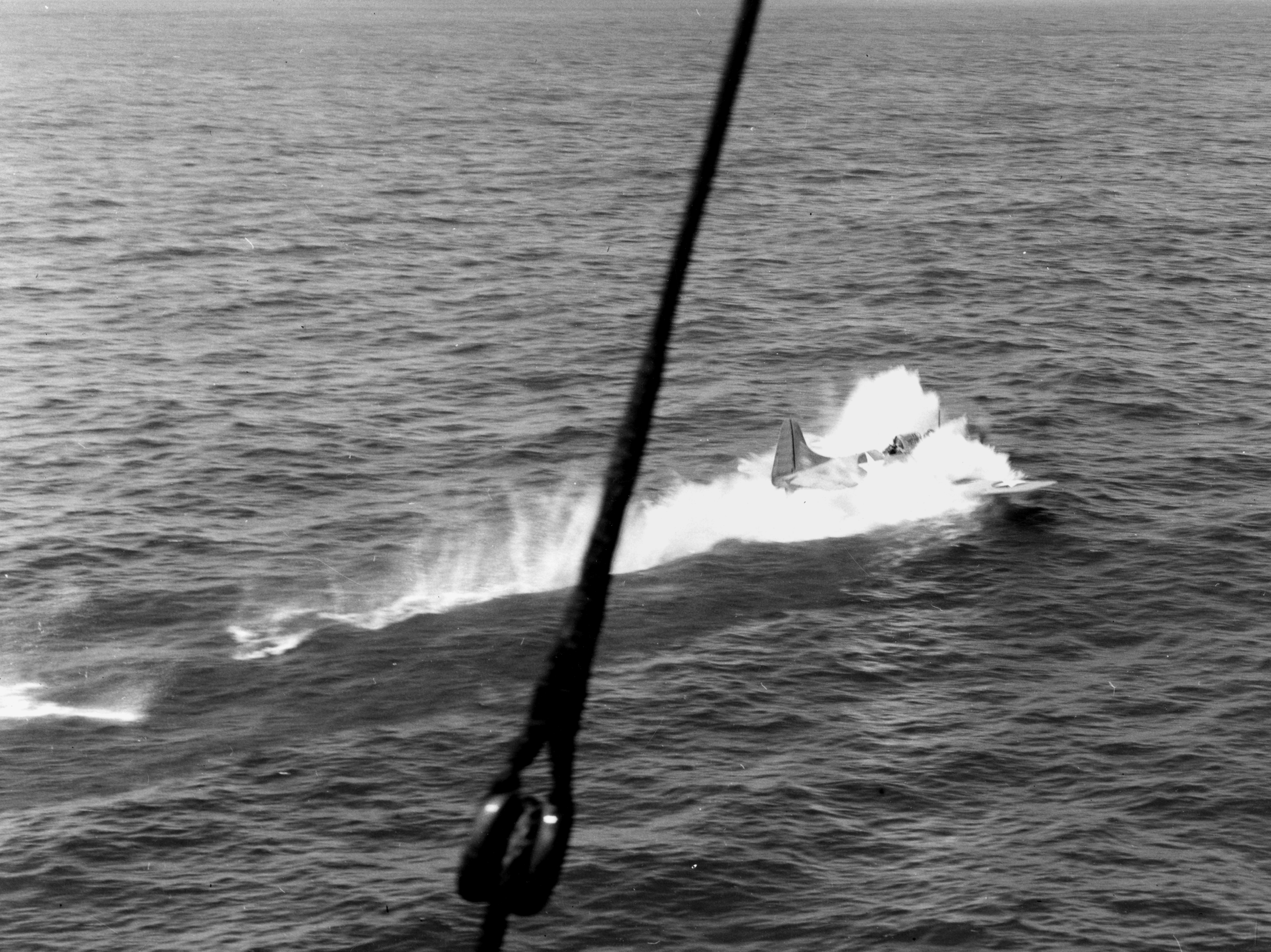
Dauntless dowódcy VB-3 Maxwella Lesliego, który z powodu wyczerpania paliwa w drodze powrotnej znad Kidō Butai, zmuszony był do wodowania

W rezultacie, pozbawione osłony myśliwskiej okręty japońskiego 1. i 2. Dywizjonu Lotniskowców zostały wzięte w kleszcze dwóch dużych grup uderzeniowych amerykańskiego lotnictwa pokładowego. Dokładnie o godzinie 10:20 w lot nurkowy zaczęły wchodzić pierwsze sekcje potężnego ugrupowania ponad 30 bombowców nurkujących „Enterprise”, z których większość skupiła swój atak na lotniskowcu „Kaga”, zaś dowodzone przez Lt. Cmdr. Maxwella Lesliego SBD „Yorktowna” zaatakowały drugi z okrętów 2. Dywizjonu „Sōryū”.
W czasie ataku na „Kagę” „Sōryū” płynął w kierunku północno-zachodnim, jednak o 10:24 okręt wykonał zwrot na sterburtę w kierunku wiatru celem umożliwienia startu swoim myśliwcom. Kiedy obserwatorzy „Sōryū” dostrzegli atak na „Kagę”, większość załogi okrętu obserwowała wciąż trwający atak samolotów torpedowych. Gdy jedna po drugiej nastąpiły eksplozje pokładu „Kagi”, postrzępione chmury ukrywały końcowy już etap podejścia do ataku prowadzonych przez Maxwella Lesliego czterech Dauntlessów eskadry VB-3 z lotniskowca „Yorktown”. Z 17 samolotów tej eskadry jedynie jednak 13 było w chwili ataku uzbrojonych w bomby, nowo bowiem zastosowany elektryczny system uzbrajający bomby zawiódł, doprowadzając do przedwczesnego zrzutu bomb jeszcze przed dolotem nad japoński zespół. Wkrótce jednak w przerwach między chmurami samoloty zaczynały być widoczne, lecące w równych odstępach krótko przed przejściem do lotu nurkowego.
Pierwsza bomba upadła po prawej stronie dziobu, blisko baterii przeciwlotniczej nr 1 i przebiła pokład startowy eksplodując w hangarze niedaleko dziobowej windy. Ta bomba wywołała pożar w magazynie amunicji dla dział 127 mm nr 1 i 3. Druga trafiła dokładnie w środek pokładu startowego, z nieznanych przyczyn przebiła się bardzo głęboko, przez górny hangar do hangaru dolnego. Trzecia zaś z bomb eksplodowała w tylnej części pokładu startowego, zabijając wszystkich w okolicy, wiele zaś osób wyrzucając w morze. Eksplozje bomb uniemożliwiły pracę siłowni okrętu, unieruchamiając go. Do godziny 10:26 trzy japońskie lotniskowce stały w płomieniach targane eksplozjami, zaś do następnego rana każdy z nich został opuszczony i spoczął na dnie oceanu.

#### Obrona „Yorktowna”
Po ataku bombowców nurkujących „Yorktowna” i „Enterprise”, jedynym ocalałym japońskim lotniskowcem był okręt flagowy dowódcy 2. Dywizjonu admirała Tamona Yamaguchiego „Hiryū”, który przetrwał nienaruszony atak eskadry torpedowej „Yorktowna”. Toteż pół godziny po amerykańskim ataku z pokładu japońskiego okrętu wystartowało 18 bombowców nurkujących Aichi D3A (w amerykańskim kodzie: Val) w eskorcie sześciu myśliwców A6M Zero, dowodzonych przez kpt. Michio Kobayashiego, których celem było wykryte wcześniej przez Tone nr 4 ugrupowanie amerykańskich okrętów. Japońska grupa uderzeniowa została wykryta przez radar CXAM „Yorktowna” w odległości 46 mil i została następnie przechwycona przez samoloty CAP „Yorktowna” oraz wspierające je Wildcaty „Enterprise’a”. Amerykańskie myśliwce zestrzeliły 11 japońskich bombowców. Same zostały zaś zaatakowane przez cztery japońskie Zero, którym udało się zestrzelić jednego F4F, przy stracie jednak trzech własnych maszyn. Kilka japońskich samolotów przedostało się jednak w pobliże zespołu okrętów Task Force 17, toteż CV-5 wraz z okrętami eskorty w miarę zbliżania się nieprzyjacielskich samolotów otworzył ogień, najpierw z dział pięciocalowych (127 mm), a następnie działek Oerlikon 20 mm i karabinów Browninga 0,5 cala (12,7 mm).

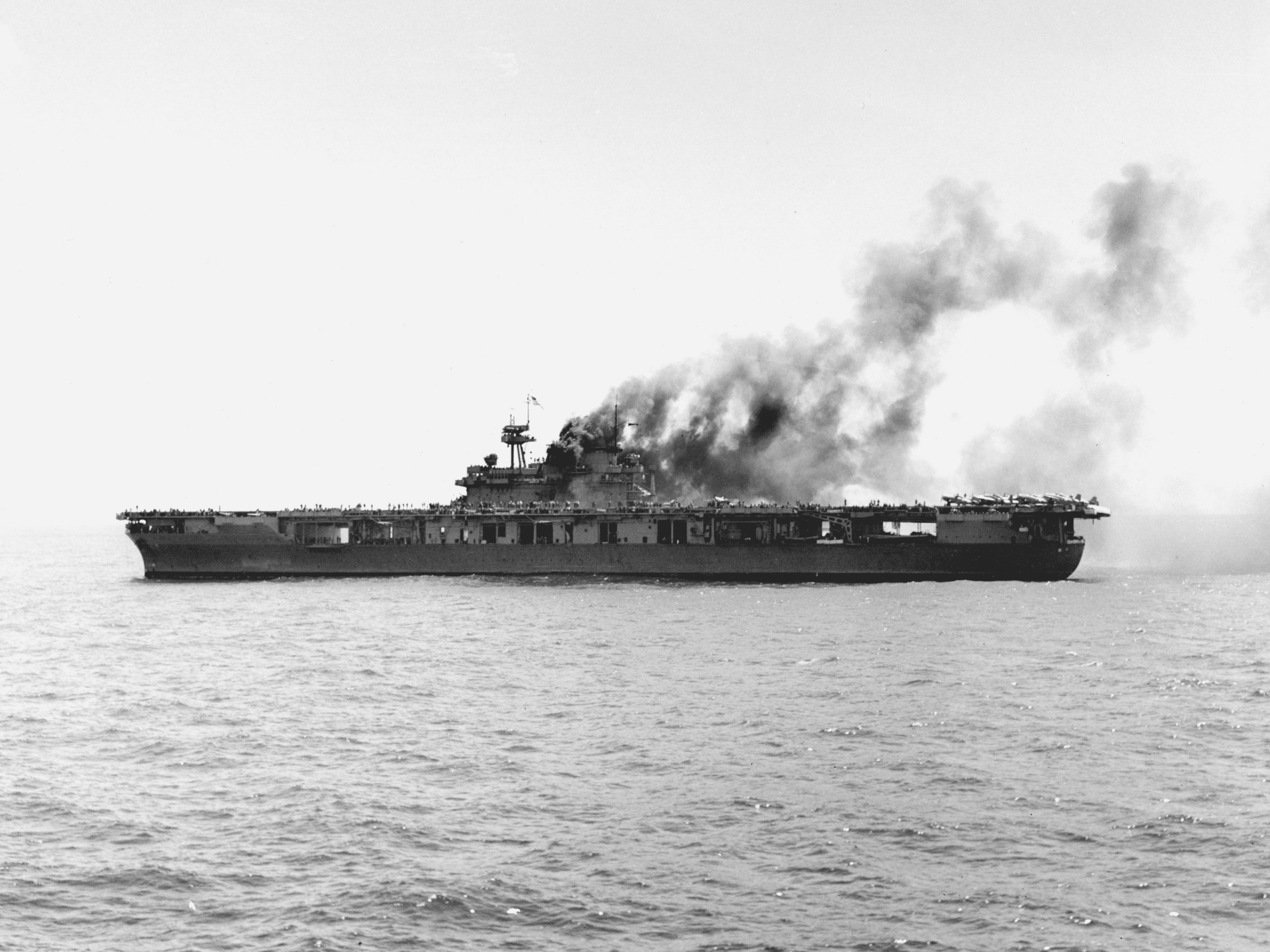
„Yorktown” płonący po ataku bombowców nurkujących Kobayashiego

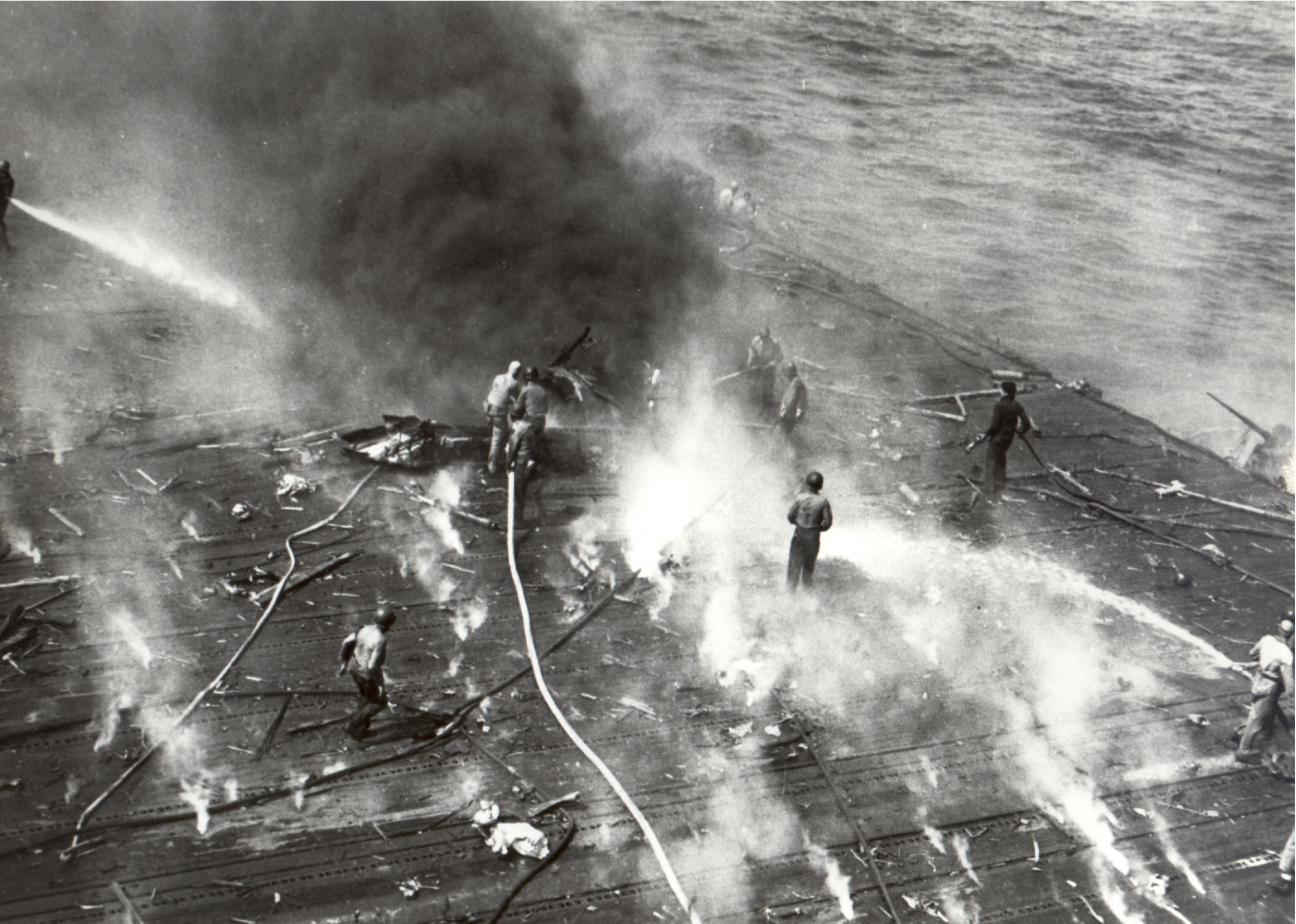
Członkowie zespołu kontroli uszkodzeń „Yorktowna”, walczący z pożarem po trafieniu pokładu startowego bombą o masie 250 kg

Atakująca grupa japońskich samolotów składała się z ocalałych maszyn z obu japońskich dywizjonów, których załogi stanowiły najlepiej wyszkoloną elitę lotników japońskiej Połączonej Floty, toteż siedem bombowców, które przedarły się przez zaporę myśliwską i ognia przeciwlotniczego, rozpoczęły wysokiej jakości koncentryczny atak z różnych kierunków na „Yorktowna”. Mimo zmasowanego ognia przeciwlotniczego, pierwszy Val, tuż przed trafieniem pociskiem i rozpadnięciem się w powietrzu na trzy części, zdołał uwolnić swoją bombę, która upadła na pokład startowy tuż za strukturą nadbudówki okrętu, zabijając na miejscu cała obsadę działka 1,1", która zestrzeliła ten samolot. Eksplozja wyrwała dziurę w pokładzie startowym i wznieciła pożar na pokładzie hangarowym. Dwie kolejne bomby upadły wprawdzie tuż za burtą wykonującej gwałtowne uniki jednostki, jednak druga 250-kilogramowa bomba ze zrzuconych przez kolejną sekcję (chutai) japońskich bombowców, ponownie ugodziła „Yorktowna”, wyrywając dużą dziurę w pokładzie startowym, trzecia zaś uderzyła w przednią windę okrętu, wyłączając ją z użytku. Pożar na pokładzie hangarowym zagrażał zbiornikom paliwa lotniczego, a mógł przedostać się także do magazynów amunicji, co spowodowałoby, że „Yorktowna” spotkałby los podobny do losu lotniskowców Kidō Butai. „Yorktown” jednak był lepiej przygotowany do walki z pożarami niż lotniskowce japońskie, miał mniej materiałów łatwopalnych pod pokładem, przede wszystkim jednak przed bitwą pod Midway zastosowano pomysł jednego z członków zespołów kontroli uszkodzeń, który po bitwie na Morzu Koralowym zaproponował dowództwu wypełnianie przewodów paliwowych gazem obojętnym CO2. Toteż natychmiast po wykryciu japońskich samolotów przez radar, na „Yorktownie” i innych amerykańskich okrętach lotniczych rozpoczęto opróżnianie przewodów paliwowych i wypełniania ich w zamian dwutlenkiem węgla.
Pierwsza z bomb, które trafiły CV-5, przebiła się przez system wentylacyjny okrętu, w związku z czym pomost bojowy okrętu wypełnił się gęstym gryzącym dymem, co zmusiło admirała Fletchera i jego sztab do opuszczenia stanowiska i udania się na pokład startowy, tam zaś dowódca TF17 zdecydował o opuszczeniu okrętu i transferze na pokład krążownika USS „Astoria” (CA-34). Tymczasem skutkiem wyłączenia z użytku kotłów okręt utracił zasilanie i w konsekwencji krytyczną w warunkach bitwy morskiej możliwość ruchu.

#### Atak Tomonagi
Na „Hiryū” powróciło pięć z 18 bombowców nurkujących, które o 11:00 wystartowały do ataku na amerykański zespół okrętów. Z relacji ich pilotów, adm. Yamaguchi wiedział o uszkodzeniu jednego amerykańskiego lotniskowca, od godziny 13:00 wiedział już zaś, że przeciwko swojej jednostce ma trzy amerykańskie lotniskowce. Zdecydował więc o przeprowadzeniu drugiego ataku, tym razem z użyciem samolotów torpedowych. Osobiście nakazał jednak pilotom bombowców Nakajima B5N „Kate” atak wyłącznie na dwa pozostałe lotniskowce, wyłączenie bowiem z akcji jednego z nich, oznaczało by wyrównanie szans w dalszym ciągu bitwy, ze stosunkiem sił 1:1. Nowa japońska grupa uderzeniowa składała się z 10 „Kate” w eskorcie sześciu myśliwców Zero, pod dowództwem lidera porannego ataku lotniczego na Midway Jōichiego Tomonagi, który zdecydował się na ten lot, wiedząc że z powodu uszkodzenia zbiorników paliwowych jego samolotu w porannej operacji, nie zdoła powrócić na własny okręt.

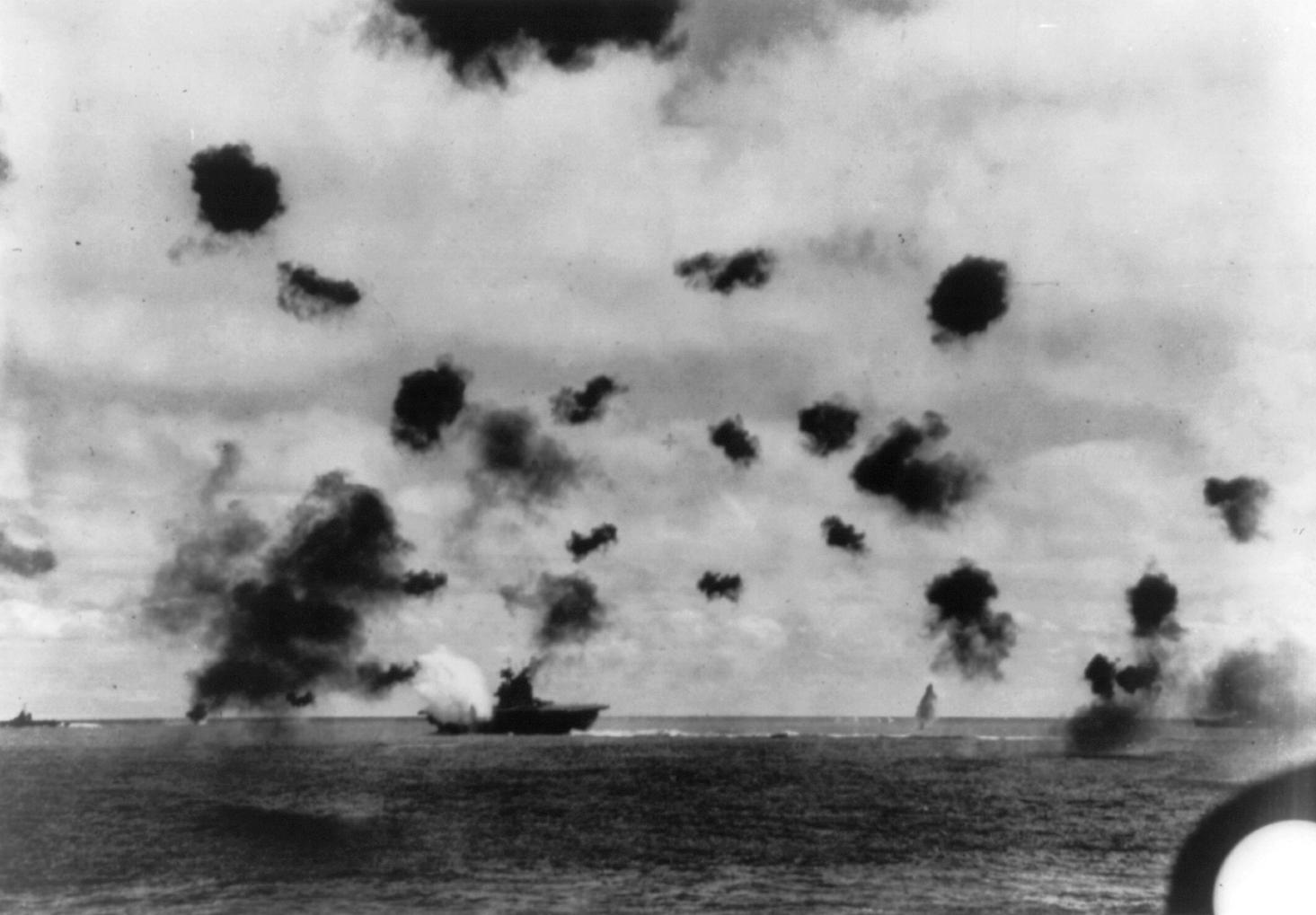
„Yorktown” tuż po trafieniu w bakburtę drugą torpedą. Widoczne eksplozje pocisków artylerii przeciwlotniczej okrętu i jednostek jego eskorty

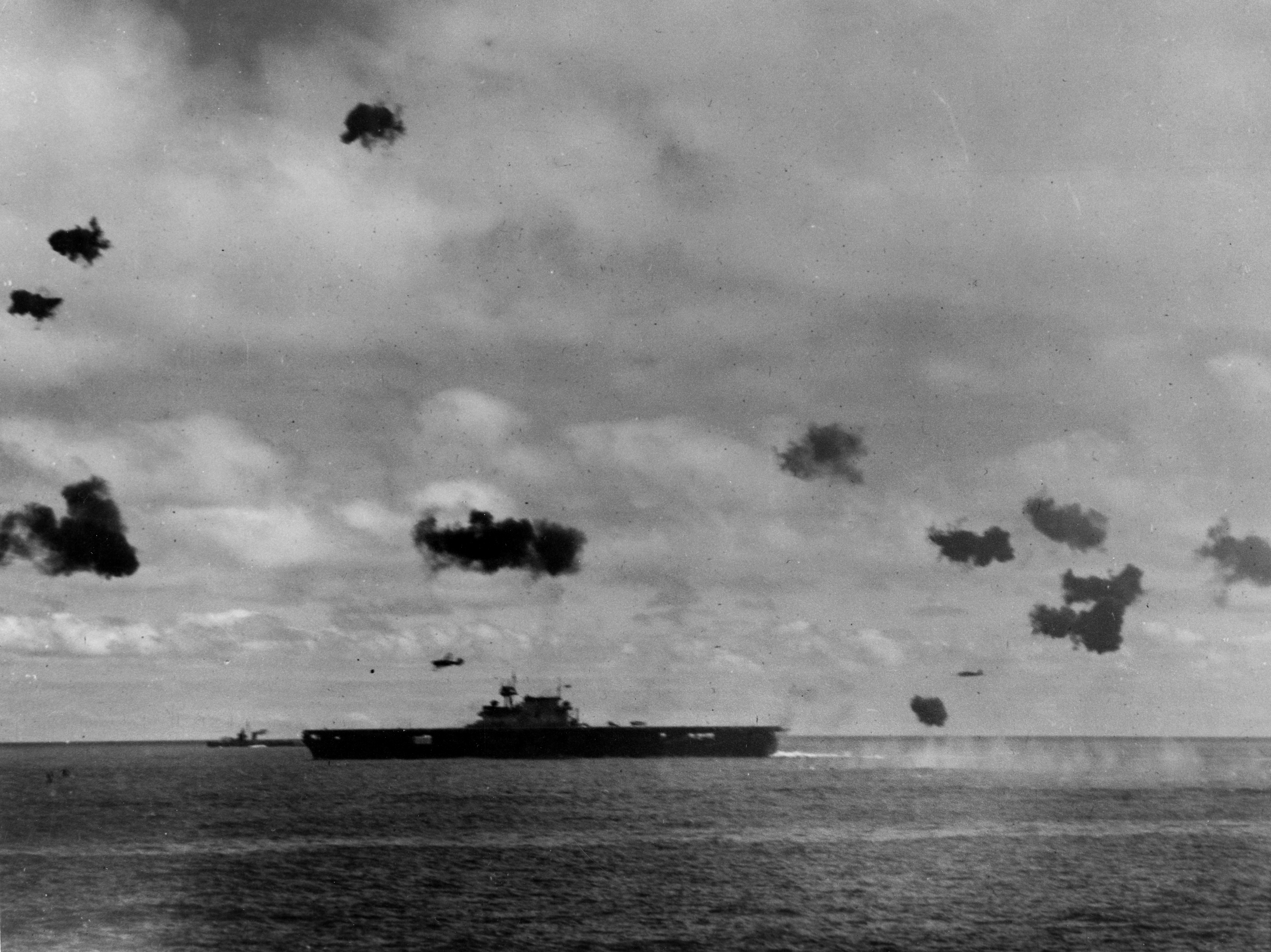
Japońskie bombowce torpedowe Nakajima B5N „Kate” (wzór 97) po zrzuceniu torped Typ 91 w pobliżu „Yorktowna”

Amerykański zespół znajdował się w tym czasie zaledwie 90 mil od zespołu japońskiego, toteż japońska eskadra szybko odnalazła w morzu ślady torowe amerykańskich okrętów i lecąc wzdłuż nich trafiła do celu. Pierwszym lotniskowcem, na który trafił zespół Tomonagi, był uszkodzony w nalocie bombowców „Yorktown”. W ciągu dwóch godzin od poprzedniego ataku, amerykańskie zespoły kontroli uszkodzeń zdołały jednak ugasić pożary, przywrócić napęd i zasilanie, a nawet załatać deskami pokład startowy, w związku z czym CV-5 wznowił operacje lotnicze. Napotkany okręt był w ruchu i z powietrza nie były już widoczne ślady jakichkolwiek uszkodzeń, toteż japońscy piloci wzięli go za kolejny z trzech amerykańskich lotniskowców – przystąpili więc do ataku nie mając świadomości, że wbrew rozkazom adm. Yamaguchiego po raz drugi atakują „Yorktowna”. Samoloty Tomonagi zostały wykryte przez radar CXAM „Yorktowna” w odległości 45 mil od okrętu, toteż ponownie zamknięty został system paliwowy na pokładzie hangarowym, ponownie też przewody paliwowe zostały wypełnione CO2. W tym czasie jednak w powietrzu znajdowało się jedynie sześć samolotów CAP, toteż wszystkie pełniące tę rolę Wildcaty zostały skierowane do przechwycenia japońskiego zespołu uderzeniowego. Japońskie samoloty torpedowe były jednak znacznie lepszymi maszynami od odpowiadających im amerykańskich Devastatorów; B5N zmniejszając pułap lotu zyskały na prędkości i gdy wyrównały lot na wysokości 60 metrów leciały z prędkością 200 węzłów – dwukrotnie większą od prędkości Devastatorów VT-8 Waldrona i VT-3 Masseya w porannej części bitwy, podczas ich ataków na Kidō-butai.
„Yorktown” wypuścił w powietrze pięć dodatkowych Wildcatów, w tym dowódcę VF-3 Jimmy’ego Thacha, który w locie czołowym zaatakował maszynę wiodącą, pilotowaną przez samego Tomonagę. Samolot Tomonagi, z płonącym lewym skrzydłem wciąż jednak zbliżał się do CV-5, do momentu gdy japoński dowódca podleciał na odległość zrzutu – w tym czasie jednak samolot był już cały w płomieniach, i zwalił się do morza natychmiast po uwolnieniu torpedy. Torpeda Tomanagi była minimalnie niecelna. Drugi z samolotów, także w płomieniach, po uwolnieniu torpedy usiłował rozbić się o pokład „Yorktowna”, jednak ustawicznie rozstrzeliwany przez myśliwce i artylerię przeciwlotniczą okrętu wpadł koziołkując do wody. Tymczasem CV-5 wykonywał ciasne zwroty na sterburtę i bakburtę, usiłując wymanewrować nadpływające torpedy Typ 91. Dwie z nich ugodziły jednak bakburtę „Yorktowna” – druga z nich spowodowała, że na okręcie zgasły światła, „Yorktown” dostał też dużego przechyłu bocznego.

#### Akcja ratunkowa

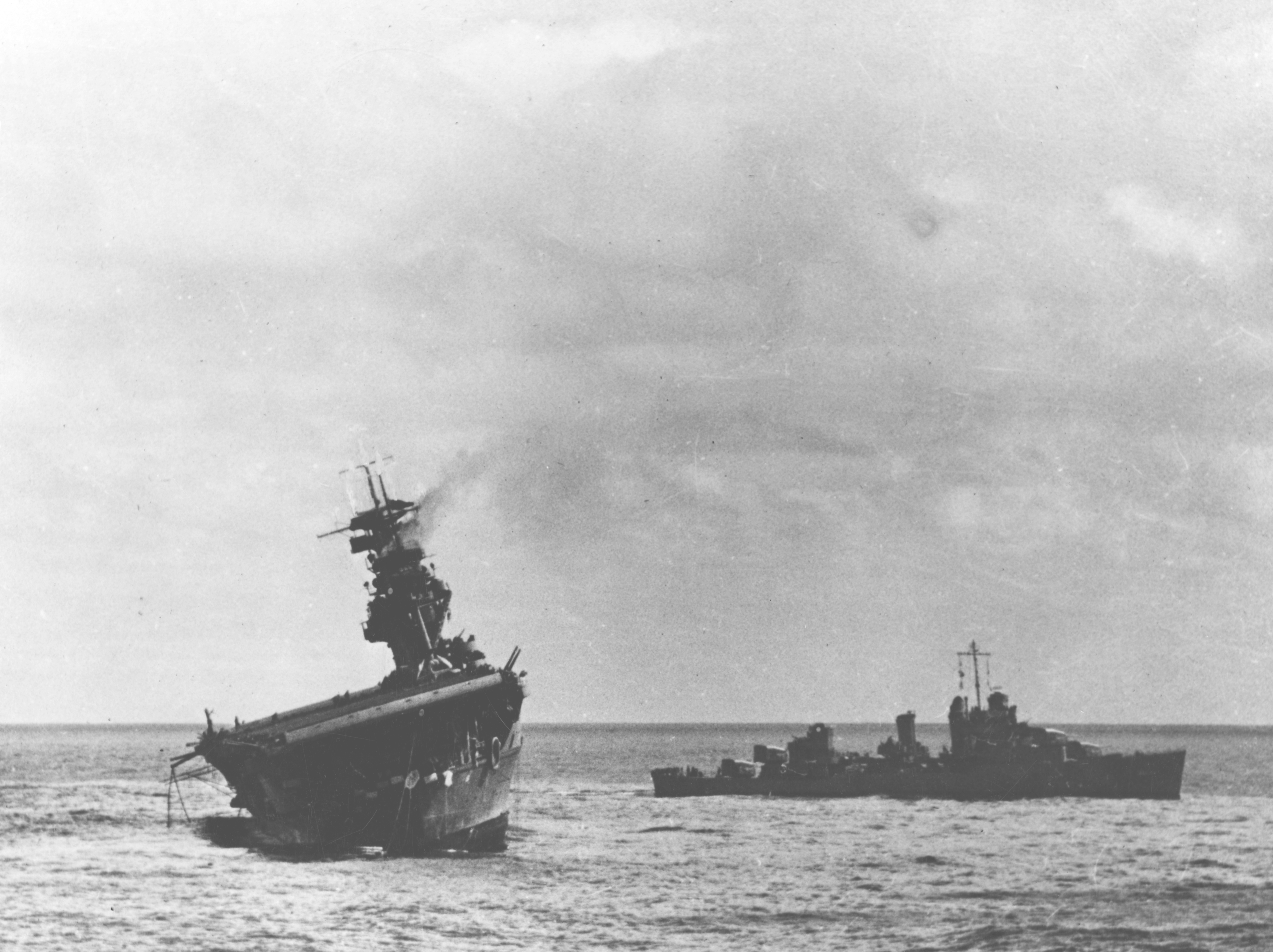
USS „Yorktown” (CV-5) z dużym przechyłem bocznym 4 czerwca 1942 roku, widoczny od strony rufy. Po stronie sterburty widoczny biorący udział w akcji ratunkowej niszczyciel USS „Balch” (DD-363). Podobnie jak w przypadku innych zdjęć okrętu, wojenna cenzura usunęła z masztu radar CXAM

Pierwsza z torped, która ugodziła w okolicy 90. wręgi, wyłączyła z użytku trzy kotły oraz maszynownię, druga w 75. wręgę zalała przedni przedział generatorów elektrycznych i odcięła zasilanie dla okrętu. Podjęta próba uruchomienia awaryjnych generatorów Diesla zakończyła się sukcesem, niemal natychmiast jednak zwarcia elektryczne, wyłączyły je z użytku. Okręt miał także duży przechył, co rodziło obawy o przewrócenie się jednostki do góry stępką, toteż rozpoczęła się ewakuacja załogi, w której uczestniczyły niszczyciele eskorty, a także łodzie ratunkowe z innych jednostek. Sytuację załogi utrudniało pokrycie oceanu około 10-centymetrową warstwą oleju napędowego wydostającego się z uszkodzonych eksplozją zbiorników. Osoby, które zdecydowały się wskoczyć lub spuścić po linach do wody, często wymiotowały w wodzie, po zachłyśnięciu się olejem. Fale i wiatr powodowały, że wielu pływających w wodzie, rozbijało się o kadłub okrętu.
Tymczasem o godzinie 19:00 znajdujący się na pokładzie „Enterprise” admirał adm. Raymond Spruance, wysłał radiogram do ewakuowanego z „Yorktowna” na krążownik „Astoria” adm. Fletchera, z pytaniem o instrukcje co do dalszych działań. W odpowiedzi, sprawujący formalne dowództwo nad siłami obu zespołów okrętów adm. Fletcher faktycznie przekazał dowództwo Spruance’owi. Decyzja o przekazaniu w tej sytuacji dowództwa swojemu podwładnemu, spotyka się z jednoznacznie pozytywną oceną w literaturze, zarówno ze strony wojskowych, jak i historyków. „Yorktown” pozbawiony był już w tym momencie możliwości prowadzenia jakichkolwiek operacji lotniczych, zaś na pokładzie „Enterprise” Spruance miał do swojej dyspozycji pozostawiony mu przez admirała Halseya jego doświadczony zespół sztabowy, którego członkowie uznawani byli za najlepszy sztab wojny powietrzno-morskiej w całej flocie.
Były okręt flagowy Task Force 17 i admirała Fletchera nie przewrócił się jednak do góry dnem, nie zatonął też przez dwie noce i jeden dzień. Zgodnie z rozkazem adm. Spruance’a, okręty TF17 odpłynęły w ślad za Task Force 16 na wschód, Spruance zdecydował jednak o pozostawieniu przy „Yorktownie” niszczyciela USS „Hughes” (DD-410), z rozkazem zatopienia lotniskowca w wypadku zbliżania się sił japońskich. Rano 6 czerwca zorganizowano jednak 170-osobowy zespół ratunkowy, z zadaniem dostania się na pokład „Yorktowna” i podjęcia próby uratowania okrętu. Zespół ten zaczął dogaszać ogniska pożaru i podjął próbę uruchomienia napędu jednostki. Zaczął też zrzucać do morza wszystko, co obciążało pochyloną stronę pokładu startowego, w tym pozostawione na nim samoloty oraz 5-calowe działa. Do burty jednostki przybił też wkrótce wysłany na wieść o podjęciu próby uratowania okrętu niszczyciel USS „Hammann” (DD-412), którego zadaniem było dostarczenie na pokład okrętu energii elektrycznej. Z rozkazu kmdr. Buckmastera, celem wyważenia okrętu, prawoburtowe zbiorniki paliwa zostały zalane wodą dostarczoną z „Hammanna” za pomocą węży przeciwpożarowych. Działania te zaczęły też przynosić skutek, gdyż przechył „Yorktowna” zaczął się zmniejszać, aż w końcu okręt stanął niemal na równej stępce. Pod przewodnictwem kmdr. Buckmastera przeprowadzono wówczas ceremonię pogrzebu morskiego 35 osób, które zginęły 4 czerwca, a ich zwłoki zostały pozostawione na pokładzie okrętu. W międzyczasie na miejsce akcji ratunkowej przybył trałowiec USS „Vireo” (AM-52), kilka dni wcześniej został przeklasyfikowany na holownik floty, którego załodze udało się przerzucić liny holownicze na pokład lotniskowca. Do zespołu ratunkowego dołączyło też kilka innych okrętów, które rozpoczęły patrolowanie obszaru wokół „Yorktowna” w promieniu około 2000 metrów, podczas gdy holowany CV-5 ruszył z miejsca z prędkością 3 węzłów.

#### Zatopienie okrętu

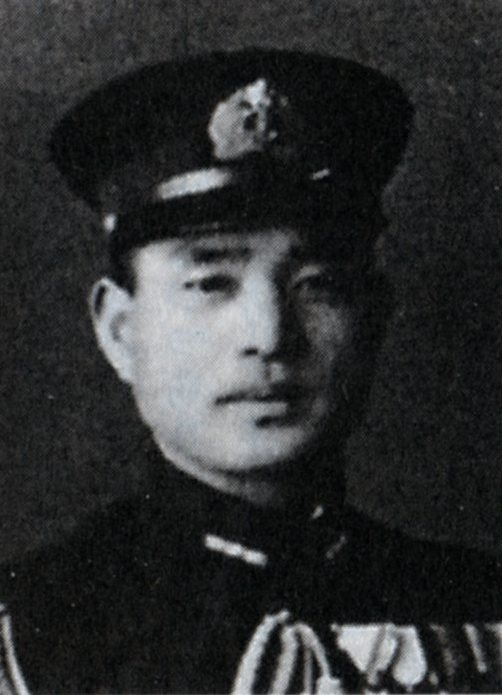
Yahachi Tanabe, w czasie bitwy pod Midway dowódca I-168

Według japońskich źródeł, 6 czerwca łódź latająca zaobserwowała, że uszkodzony przez samoloty „Yorktown” został opuszczony, toteż znajdujący się w pobliżu okręt podwodny I-168 otrzymał pilny rozkaz zatopienia lotniskowca, który znajdował się wówczas 150 mil na północny wschód od Midway. Według źródeł amerykańskich natomiast, dowodzący okrętem shōsa Yahachi Tanabe, zauważył dym na horyzoncie, który ściągnął jego uwagę i spowodował, że japoński dowódca skierował swój okręt w kierunku miejsca przeprowadzanej akcji ratunkowej.

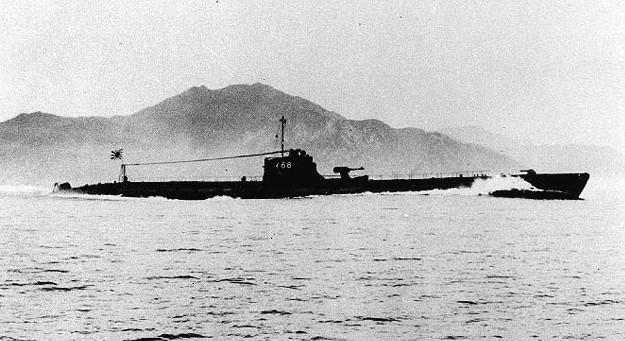
I-168 w 1934 roku

Tanabe wykazał się bardzo dużymi umiejętnościami, przeprowadzając swój okręt pod pierścieniem amerykańskich okrętów bezpośredniej eskorty i w odległości 1300 metrów od burty lotniskowca odpalił cztery torpedy Typ 95 kalibru 533 mm, które nastawione zostały wcześniej na przepłynięcie pod kadłubem zaopatrującego „Yorktowna” w energię elektryczną „Hammanna”. Jedna z nich płynęła jednak zbyt płytko i trafiła wprost w kadłub niszczyciela. Obserwatorzy na pokładzie „Hammanna” dostrzegli ślady torowe zbliżających się torped i zaczęli zrywać przewody łączące ich okręt z „Yorktownem”, „Hammann” zaś gwałtownie zwiększył prędkość; ogień do torped otworzyły także szybkostrzelne działka Oerlikona 20 mm, było już jednak zbyt późno na skuteczną reakcję i ugodzony w śródokręcie niszczyciel przełamał się wpół. Na domiar złego, znajdujące się w wyrzutniach na jego rufie bomby głębinowe były uzbrojone i nastawione. Niektórzy członkowie załogi niszczyciela usiłowali rozbrajać zapalniki tych bomb, jednak wobec szybkiego zanurzania się rufy, okazało się to niemożliwe. Wkrótce też po bardzo szybkim zatonięciu okrętu, w głębinie miała miejsce potężna eksplozja podwodna, która natychmiast zabiła 81 z około 100 wyrzuconych wcześniej do wody przez eksplozję torpedy marynarzy „Hammanna”. Siła eksplozji zgromadzonego w rakach całego arsenału bomb głębinowych „Hammanna” była tak ogromna, że z powodu wstrząsu, jakiego doświadczył znajdujący się tuż opodal „Yorktown”, wiele znajdujących się na jego pokładzie osób doznało złamania kończyn.

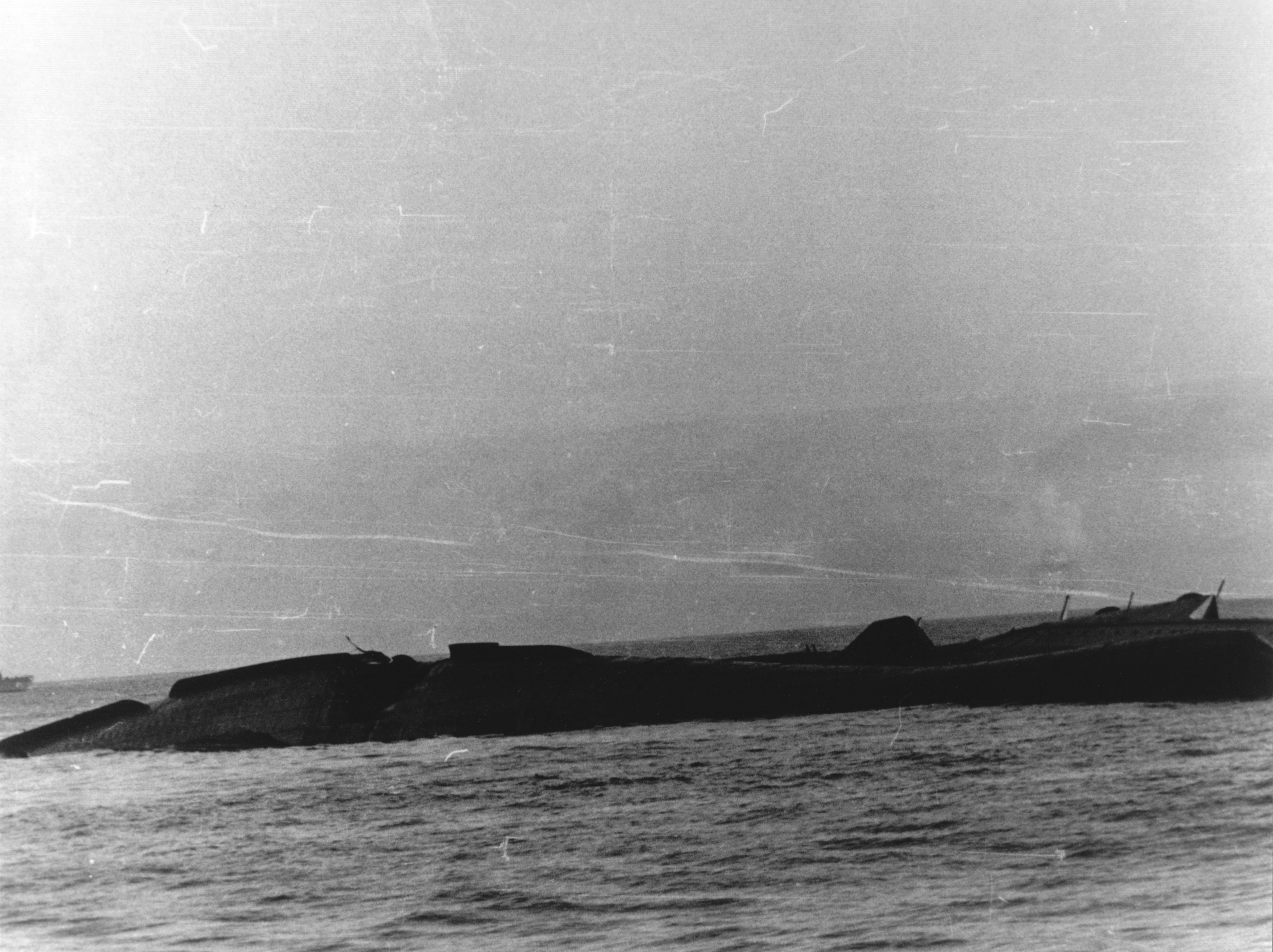
Przewrócony wrak „Yorktowna” tuż przed zatonięciem okrętu

Dwie kolejne torpedy przepłynęły na prawidłowej głębokości pod kadłubem „Hammanna” i zdetonowały na wysokości wręg 84 i 95, czwarta zaś minęła okręt w niewielkiej odległości. Początkowo wydawało się, że dwa kolejne trafienia, mogą paradoksalnie pomóc „Yorktownowi”, torpedy eksplodowały bowiem niemal dokładnie po przeciwległej stronie miejsca, w które wcześniej trafiły torpedy samolotów „Hiryū”. W rezultacie doszło bowiem do naturalnego wyważenia okrętu – zalane poprzednimi eksplozjami przedziały na bakburcie jednostki zostały zrównoważone zalaniem przedziałów na sterburcie (aczkolwiek okręt był już znacznie głębiej zanurzony). Nowe eksplozje doszczętnie jednak zniszczyły ocalałe jeszcze dotąd grodzie śródokręcia, toteż mimo wysiłków członków zespołów kontroli uszkodzeń usiłujących pozamykać wszystkie grodzie wodoszczelne, do których mogli dotrzeć, okręt był coraz bardziej zalewany i osiadał coraz głębiej. Toteż o zmroku komandor Buckmaster wydał rozkaz opuszczenia „Yorktowna” przez wszystkie zespoły ratownicze. Miały one spędzić bezpiecznie noc na pokładzie holownika „Vireo”, z nadzieją na kontynuowanie starań o uratowanie okrętu nazajutrz.
7 czerwca rano „Yorktown” zanurzony był jednak jeszcze bardziej, a co gorsza powrócił przechył boczny na bakburtę. Stopniowo też CV-5 przechylał się coraz bardziej, aż w końcu szerokość pokładu startowego lotniskowca tworzyła niemal pionową ścianę. Załogom krążących wokół okrętów ukazały się zniszczenia dokonane w dnie jednostki przez torpedy I-168, znajdujące się wewnątrz okrętu ciężkie maszyny zaczęły zsuwać się i rozbijać pod własnym ciężarem, z głośnym słyszalnym z odległości na zewnątrz hukiem, po czym około godziny 07:00 okręt zaczął powoli tonąć rufą. Dziób okrętu podniósł się następnie ponad wodę i okręt zatonął, osiadając oddalonym o trzy mile dnie. USS „Hughes” (DD-410) wpłynął na miejsce zatonięcia „Yorktowna”, między unoszące się na powierzchni szczątki, celem oddania ostatniego hołdu okrętowi, po czym znajdujące się w pobliżu jednostki uformowały kolumnę i udały się w kierunku bazy w Pearl Harbor.

## Wrak jednostki
Wrak okrętu został odnaleziony po 56 latach od zatopienia, w maju 1998 roku przez kierowaną przez dr Roberta Ballarda operację National Geographic oraz United States Navy. W kolejnych badaniach wraku przeprowadzonych przez NOAA oraz Naval History and Heritage Command US Navy potwierdzono m.in. istnienie namalowanego przez załogę jednostki dużego muralu o nazwie „Mapa rejsów USS Yorktown”. o powierzchni 46,85 𝑚² przedstawiajacego schemat rejsów „Yorktowna”. W przeciwieństwie do wraku odnalezionego nad dnie Morza Koralowego USS „Lexington” (CV-2), wokół wraku „Yorktowna” nie odnalzeiono dużej liczby samolotów – jednym z nielicznych wyjątków jest odkryty na „Yorktownie” Douglas SBD Dauntless z dużym numerem „6-B-5” na kadłubie (o numerze seryjnym BuNo 4581), należący do eskadry VB-6 lotniskowca USS „Enterprise” (CV-6), który wylądował na „Yorktownie” po wykonaniu ataku na japoński lotniskowiec „Kaga”. Badania potwierdziły także uszkodzenia poszycia okrętu, spowodowane przez japońskie torpedy lotnicze wz. 91. Poszycie to zostało zniszczone poniżej linii wodnej na obszarze o wysokosci około 6 metrów i szerokości 6 do 9 metrów.